# Mielec
Mielec – miasto w południowo-wschodniej Polsce, leżące na obszarze historycznej Małopolski, w województwie podkarpackim, siedziba władz i centrum powiatu mieleckiego. Miasto położone jest w dolinie Wisłoki, w Kotlinie Sandomierskiej.
Według danych GUS z 31 grudnia 2024 r. Mielec z 56 515 mieszkańcami jest drugim najludniejszym miastem w województwie podkarpackim i siedemdziesiątym w kraju.
Mielec jest ośrodkiem przemysłowym, z ulokowanymi szkołami techniczno-informatycznymi, branżowymi. Posiada lotnisko umożliwiające loty pasażerskie i czarterowe dla samolotów o kodzie 4B. Do lotniska doprowadzona jest bocznica kolejowa obsługująca również Specjalną Strefę Ekonomiczną Euro-Park Mielec. Jest największym miastem w Polsce bez bezpośredniego dostępu do sieci dróg krajowych – najbliższe połączenie stanowi autostrada A4 (węzeł Dębica Wschód), a także droga krajowa nr 9 w pobliżu Kolbuszowej.
W latach 1975–1998 miejscowość administracyjnie należała do województwa rzeszowskiego.

## Historia

### Początki miejscowości
Pierwsza wzmianka na temat miejscowości o nazwie Mielec pojawia się w XIII wieku w bulli papieża Grzegorza IX z 1229 roku. W II połowie XIV wieku istniała już parafia (wymieniana jest w spisach świętopietrza). Historycznie miejscowość znajduje się w ziemi sandomierskiej w Małopolsce.

### Nadanie praw miejskich i miasto w I Rzeczypospolitej
Miasto Mielec powstało 17 marca 1457 roku, kiedy to król Kazimierz IV Jagiellończyk wydał zezwolenie na lokację miasta pod nazwą Nowy Targ, jednak z niewiadomych przyczyn Jan Mielecki, który to zezwolenie otrzymał, nie założył miasta. Dokonali tego jego dwaj synowie Jan i Bernardyn aktem z dnia 18 XI 1470 roku. W 1522 roku powstała najstarsza organizacja cechowa – cech kowalski, a następnie powstały cechy: krawiecki, szewski, garncarski, sukienniczy i tkacki. Kolejnymi właścicielami miasta byli Ossolińscy i Morsztynowie. W 1629 roku właścicielem miasta położonego w powiecie sandomierskim województwa sandomierskiego był Maksymilian Ossoliński. Ród Mieleckich był właścicielem miasta Mielec aż do wygaśnięcia rodu w roku 1771. Za jego rządów w mieście miał miejsce intensywny rozwój rzemiosła.
| Lata      | Nazwisko                     |
| --------- | ---------------------------- |
| 1607–?    | Mikołaj Wolski               |
| 1663      | Kilian Piechowicz            |
| 1705–1711 | Kazimierz Polak vel Rynnowic |
| 1717–1743 | Łukasz Brożonowicz           |

### Zabór austriacki i czasy I wojny światowej

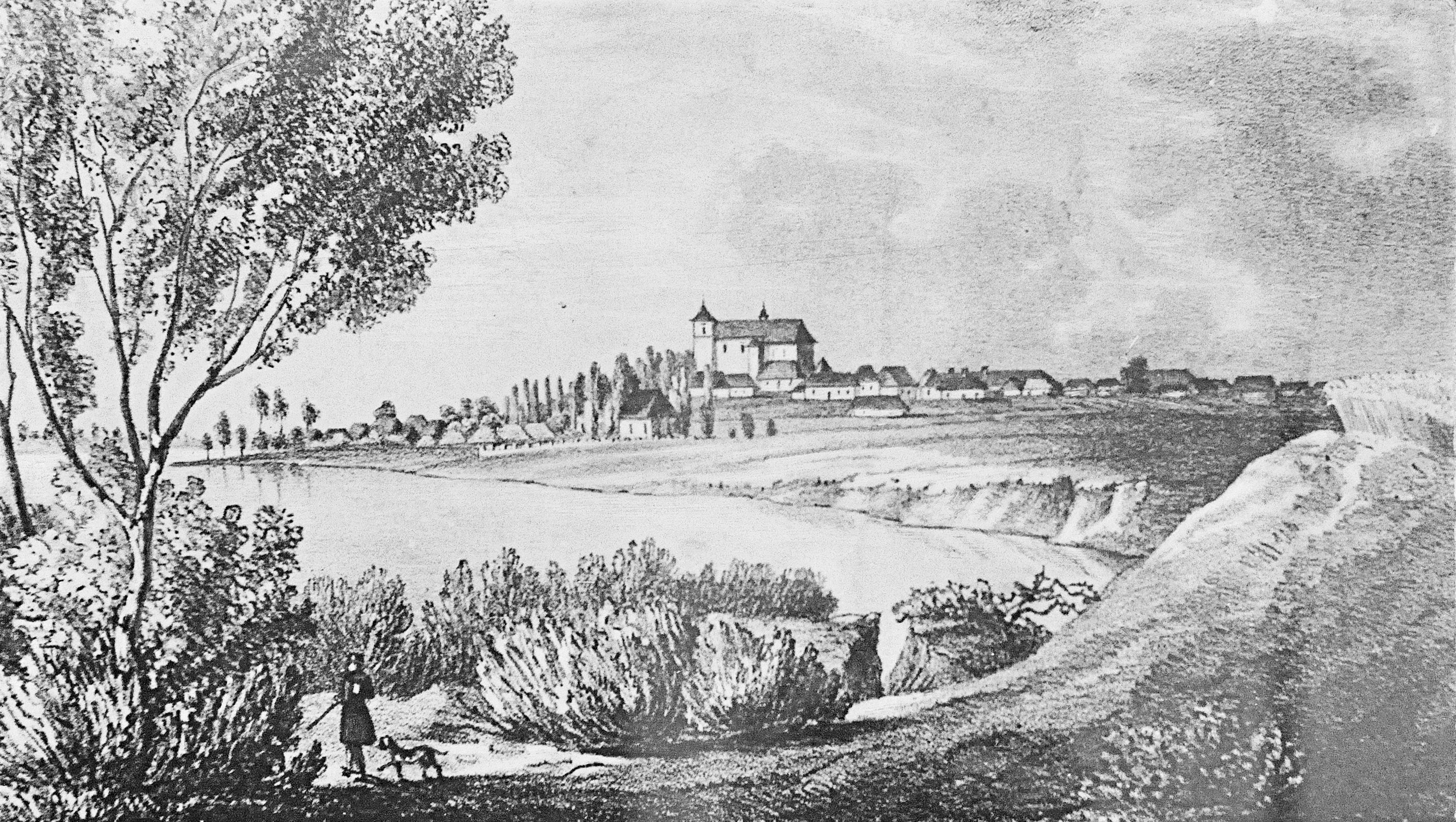
Widok Mielca od strony Wisłoki z 1847 r. autorstwa Macieja Bogusza Stęczyńskiego

Tragiczny w dziejach Polski rok 1772 zapisał się najpierw wielką powodzią, która na ziemi mieleckiej spowodowała olbrzymie szkody, a następnie I rozbiorem Polski, w wyniku którego Mielec dostał się pod zabór austriacki. W 1775 roku Anna Ossolińska poślubiła Jana Pieniążka, wnosząc w posagu odziedziczoną część miasta. Następnym właścicielem został Ignacy Suchorzewski poślubiając córkę Pieniążków Paulinę. Suchorzewski odsprzedał dobra mieleckie Ludwikowi Starzeńskiemu w 1847 roku, który z kolei pozbył się ich dziesięć lat później na rzecz żydowskiej rodziny Gross. Ostatnimi właścicielami Mielca była rodzina Oborskich w 1891 roku. W 1853 roku Mielec został miastem powiatowym obejmującym obszar, na którym znajdowało się 106 osad i 91 gmin katastralnych. W 1892 roku przy ulicy Kościuszki powstał budynek Rady Miejskiej oraz koszary żandarmerii. W 1900 roku rozwój powiatowego miasta przerwał ogromny pożar, który strawił 3/4 obszaru Mielca. Rok później zwrócono się do Sejmu Krajowego o państwową pożyczkę w wysokości 100 000 koron przeznaczoną na odbudowę miasta. Otrzymano bezzwrotną zapomogę w kwocie 12 000 koron. Na początku dwudziestego wieku mielecki rynek otoczony był rzędem murowanych kamieniczek, wzniesiono gmach sądu (1902), utworzono i zbudowano gimnazjum (1912) oraz siedzibę Rady Powiatowej. Rozwój miasta został przerwany przez wybuch I wojny światowej, która była przyczyną wielu zniszczeń i nadwerężyła potencjał ludności powiatu mieleckiego. Działania wojenne, z charakterystycznymi dla tamtego czasu przemarszami wielkich armii, miały miejsce także na ziemi mieleckiej. Toczyły się tu walki jesienią 1914 i w maju 1915 roku. Przez okoliczne pola i lasy ciągnęły się setki kilometrów okopów, dokonywano masowych rekwizycji, prowadzono ostrzał artyleryjski miasta, niektóre wsie, jak pobliska Żarówka zostały zniszczone. Mielec był zajmowany przez Rosjan dwukrotnie, potem odbijany przez wojska austriacko-węgierskie, skutecznie i na trwałe dopiero w maju 1915 roku. W regionie mieleckim pozostało po tych wydarzeniach kilkanaście cmentarzy wojennych.
| Lata           | Nazwisko                 |
| -------------- | ------------------------ |
| 1791–1794      | Paweł Rynnowic vel Polak |
| 1793           | Jan Kozana               |
| 1867           | Władysław Satkowski      |
| 1867–1874?     | Józef Kłos               |
| 1875?–1876     | Michał Dębicki           |
| 1877–1880      | Józef Brożonowicz        |
| 1881–1887/1888 | Józef Kłos               |
| 1887/1888–1901 | Tomasz Ryniewicz         |
| 1902–1903      | komisarze rządowi        |
| 1904–1908      | Feliks Lejko             |
| 1908–1910      | Feliks Brożonowicz       |
| 1911–1912      | stanowisko nieobsadzone  |
| 1913–1914      | Andrzej Pawlikowski      |
| 1914–1918      | komisarze                |

### Dwudziestolecie międzywojenne

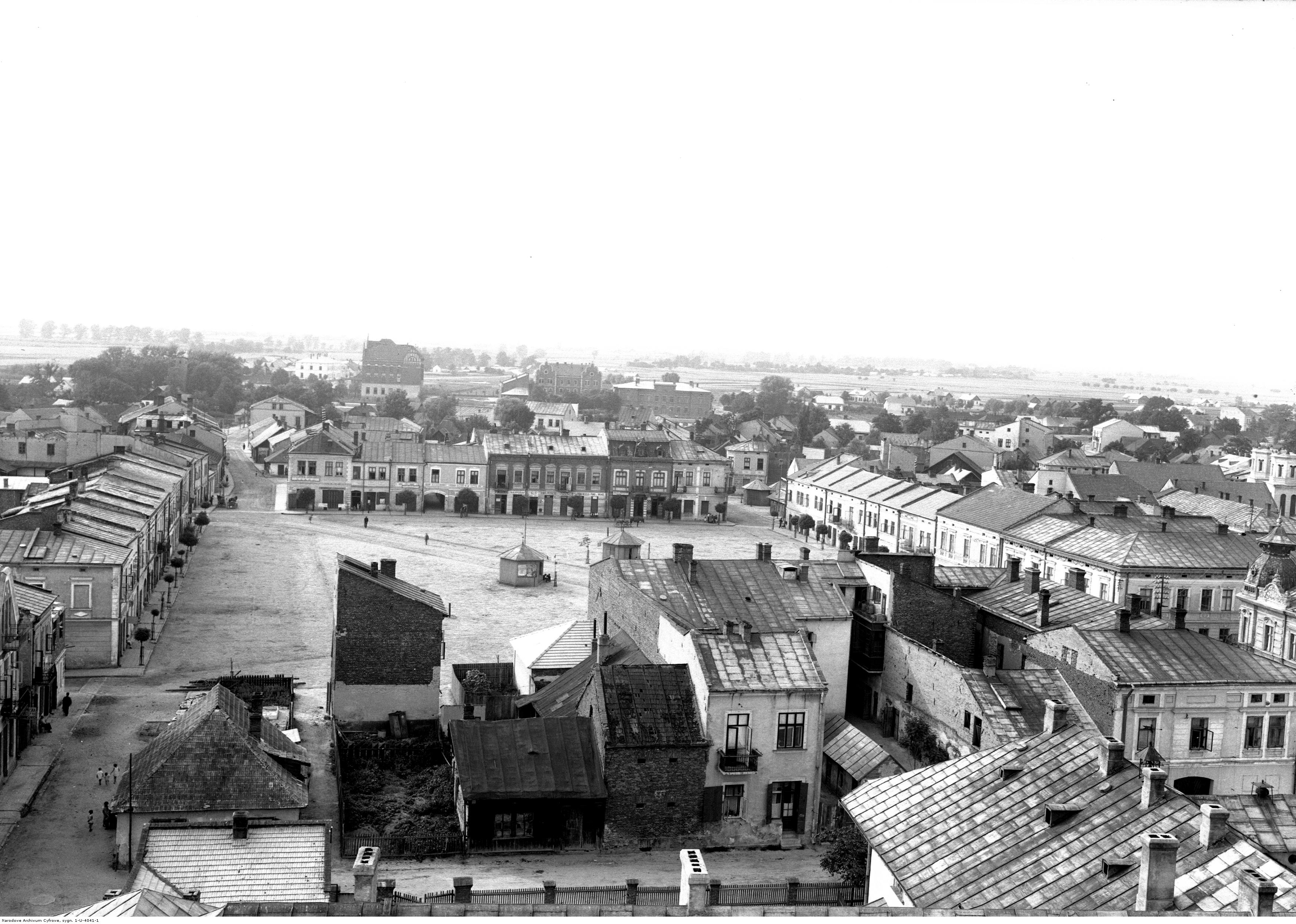
Rynek w Mielcu 1932r.

W latach międzywojennych wybudowano w mieście wiele brukowanych ulic, zakładów rzemieślniczych, placówek handlowych i prywatną elektrownię. W 1934 roku region mielecki nawiedziła największa powódź, która zniszczyła ponad 11 tysięcy gospodarstw. W 1936 roku w ramach rozwoju Centralnego Okręgu Przemysłowego powstała w Mielcu państwowa fabryka płatowców (Państwowe Zakłady Lotnicze – Wytwórnia Płatowców nr 2), gdzie rozpoczęto budowę samolotu bombowego PZL P-37 „Łoś”. Budowa zakładu lotniczego pociągnęła za sobą rozwój infrastruktury mieszkaniowej – zbudowano osiedle dla pracowników fabryki oraz domy dla kadry kierowniczej.
Do września 1939 roku zdołano w niej zbudować w całości sześć Łosi. Zaledwie trzy oddano do użytku armii, 6 września dwa odleciały do bazy w lotniczej w Małaszewiczach, a trzeci został uszkodzony podczas próby odlotu. Po niemieckich nalotach z 2 września praca w PZL WP 2 ustała. Cztery dni później kierownictwo fabryki otrzymało rozkaz opuszczenia zakładu i ewakuacji do Lwowa, a następnie na przedmoście rumuńskie. Załoga zakładu przed ewakuacją zniszczyła ważniejsze urządzenia, maszyny produkcyjne, samoloty będące w trakcie produkcji i dokumentację techniczną. Zdewastowano dwa niemal gotowe do lotu Łosie i spalono magazyn paliw. Niemcy przejęli zakład 13 września. Po naprawie zniszczeń w PZL WP2, przemianowanym na Flugzeugwerk, zakład włączono do produkcji i remontów samolotów Luftwaffe, produkując usterzenie do niemieckich samolotów bombowych, m.in. Heinkel He 111 i He 177.
10 kwietnia 1939 roku został utworzony wielosekcyjny klub sportowy PZL Mielec (późniejsza FKS Stal Mielec). Sekcja piłki nożnej była jedną z dwóch pierwszych (obok sekcji siatkarskiej) w klubie.
| Lata      | Nazwisko            |
| --------- | ------------------- |
| 1918      | Andrzej Pawlikowski |
| 1918–1919 | Józef Kolasiński    |
| 1919–1920 | Roman Dębicki       |
| 1920–1927 | komisarze           |
| 1927–1929 | Franciszek Jaglarz  |
| 1930–1934 | Jan Paweł Leyko     |
| 1934–1939 | Franciszek Kazana   |

### II wojna światowa
Po wybuchu II wojny światowej miasto (8.09.1939) i zakład lotniczy (13.09.1939) zostały zajęte przez wojska niemieckie. Wykonano na początku września trzy loty zwiadowcze, z których dwa pierwsze nie zostały ostrzelane przez obronę przeciwlotniczą.
2 września 1939 roku, koło godziny jedenastej, eskadra Luftwaffe złożona z 12 bombowców Dornier Do 17 dokonała bombardowania wytwórni samolotów oraz zagajnika, w którym ukryte zostały 3 samoloty Łoś oraz ostrzelano zarówno teren fabryki i miasto. Śmierć poniosło 6 osób z obrony przeciwlotniczej, a kilka zostało rannych. Infrastruktura miasta nie odniosła dużych strat. Zbombardowaniu uległa linia kolejowa na odcinkach Jaślany – Padew oraz Dębica – Mielec – Rozwadów, a także równolegle biegnąca do niej droga. Naloty powtórzyły się 6, 7 i 8 września. W nalocie na Przecław, 3 września, zginęły dwie osoby, a 8 września zniszczeniu uległ most na rzece Wisłoce.
4 września w rejonie lasów piątkowskich dokonano zrzutu sześciu niemieckich dywersantów. Trójce udało się dostać do wsi Hochenbach (obecnie Czermin), a pozostałych zastrzelono po spotkaniu z wycofującym się oddziałem wyborowych strzelców huculskich.
Działania wojny obronnej na ziemi mieleckiej związane były z odwrotem oddziałów Armii „Kraków” znad Dunajca w kierunku kolejnej linii oporu – nad Sanem. 7 września do Radomyśla Wielkiego wkroczyła 10 Brygada Kawalerii Zmotoryzowanej, pod dowództwem płk Stanisława Maczka, późniejszego generała. Zakwaterowano ich w budynku apteki Klary Appel-Brand (obecnie jest to budynek policji). Początkowo rozkazy mówiły o osłonie przeprawy przez Dunajec Grupy Operacyjnej „Boruta” gen. Mieczysława Boruty-Spiechowicza w okolicach Radiowa. Z powodu chaosu informacji i załamania się frontu w okolicach Tarnowa, brygada rozpoczęła odwrót w kierunku Mielca, a oddziały gen. Boruty wycofywały się wzdłuż linii Szczucin – Mielec i Radomyśl – Przecław. Główne siły przemaszerowały przez Radomyśl w nocy z 7 na 8 września. Około południa 8 września do miasteczka dotarł II batalion 49 pp pod dowództwem kpt. Jana Lewickiego. Zadaniem jego było powstrzymywanie marszu oddziałów niemieckich z 2 Dywizji Pancernej XXII korpusu gen. Ewalda von Kleista. W skutkach miało to umożliwić odwrót wojsk polskich.
W okolicach Zdziarca jednostki polskie urządziły zasadzkę, w którą wpadł zwiadowca na motocyklu, a w kolejnym patrolu wysłanym w okolice Radomyśla zginął niemiecki major. Wówczas Niemcy postanowili otworzyć ogień artyleryjski w kierunku na Zdziarzec. Około godz. 14 do Radomyśla dotarły pierwsze regularne oddziały niemieckie. Na wysokości ulicy Wałowej przygotowanym polskim jednostkom udało się odeprzeć pierwszy atak, zdobywając dodatkowo na wrogu dwa karabiny maszynowe. Wtedy do ataku Niemcy posłali cały batalion piechoty, wspomagany przez artylerię. Polacy z II batalionu, po 4 godzinnych walkach na przedpolu, musieli ustąpić przeważającym siłom wroga i rozpoczęli odwrót na Mielec. Radomyśl przeszedł w ręce niemieckie, którzy stracili w walkach około 30 osób, a w wyniku walk wiele budynków zostało zniszczonych. Po wkroczeniu wojsk niemieckich do Radomyśla zginęli też pierwsi cywile, Władysław Kużdżał i żydowska dziewczynka.
W okolicach Podborza wycofujących się już Polaków z II batalionu zaatakowały czołgi, rozdzielając ich na dwa zgrupowania, a część dostała się do niewoli. Później wraz z około 300 mężczyznami z Radomyśla zostali zamknięci w radomyskim kościele jako zakładnicy, a w Zgórsku Niemcy rozstrzelali siedmiu polskich żołnierzy, m.in. kapitana Jana Krasickiego, których pochowano na miejscowym cmentarzu parafialnym.
Również w Partyni doszło do potyczki. Oddział osłonowy 16 pp. Ziemi Tarnowskiej, dowodzony przez por. Józefa Urbaniaka, z grupą żołnierzy Obrony Narodowej unieruchomił 3 czołgi wroga, lecz czwarty zdołał się wycofać i prowadząc ostrzał zniszczył zabudowania dworskie. W zaistniałej sytuacji Polacy bez strat wycofali się w kierunku Mielca.
Mimo że przez Mielec wycofywały się polskie wojska, to nie doszło do zorganizowanej obrony miasta, ani zakładu lotniczego, gdyż kolejną linię obrony zaplanowano na rzece San. Również i jednostki niemieckie nie zaatakowały, chcąc zdobyć bez zniszczeń nowoczesną fabrykę PZL. O incydencie wymiany ognia, świadczy jednak mogiła polskich żołnierzy, pochowanych na cmentarzu parafialnym w Mielcu we wrześniu 1939 roku. 9 września władza w Czerminie została przejęta przez należących do V kolumny niemieckich kolonistów, którzy wywiesili flagi III Rzeszy i wkraczających żołnierzy witali kwiatami i chlebem.
Od 10 do 13 września walki trwały ciągle na północ od Mielca. Niemieckie oddziały wsparte kolejnymi jednostkami z Dąbrowy Tarnowskiej i Radomyśla Wielkiego oraz od północnego zachodu ruszyły na Baranów. Wydany został rozkaz o oderwaniu się jednostek polskich od niemieckich i z 11 na 12 września 120 osobowa grupa żołnierzy WP wycofująca się z Borowej, stoczyła w Pławie potyczkę z Niemcami, w której zginął sierżant A. Słabosz z Zawiercia, a kilku żołnierzy dostało się do niewoli. Dzięki pomocy ludności cywilnej, reszcie polskich żołnierzy udało się przeprawić na drugi brzeg Wisłoki.
Na terenie gminy Padew Narodowa 12 i 13 września Grupa Operacyjna „Jagmin” powstrzymywała podążające w pościgu za armią „Kraków”, oddziały 2 Dywizji Pancernej i 6 Dywizji Piechoty. Ofiarność polskich żołnierzy w boju pozwoliła reszcie oddziałów na przekroczenie rzeki San. W tym czasie zaatakowała również bojówka Selbstschutzu, stworzona przez niemieckich osadników, która ostrzelała wycofujące się oddziały polskie, a zginął wówczas m.in. podchorąży Strycharz z Przemyśla.
13 września Niemcy spalili synagogę wraz z ponad 80 osobami narodowości żydowskiej, nikt nie przeżył. W tym dniu spalili też dwa inne domy modlitwy. 15 września cała ziemia mielecka znalazła się pod okupacją.
Masowa likwidacja mieleckich Żydów rozpoczęła się 9 marca 1942 roku. Gestapo rozstrzelało wówczas ok. 300 osób w Borku (znajduje się tam pamiątkowy obelisk). We wszystkich egzekucjach w tym okresie zginęło ok. 1000 osób. 13 marca rozpoczęła się pięciodniowa wywózka pozostałej ludności żydowskiej. Młodych wywieziono do obozu pracy w Pustkowie, a ok. 500 pozostałych osób do okolicznych gett, skąd trafili do obozu zagłady w Bełżcu. Mielec był pierwszym miastem w Generalnym Gubernatorstwie, które Niemcy ogłosili jako judenrein – „wolne od Żydów” (z zagłady uratowało się podobno ponad 300 Żydów mieleckich, z których 183 wróciło do miasta po zakończeniu działań wojennych).
W marcu 1943 roku oddział partyzancki „Jędrusie” przy współpracy członków Armii Krajowej i Gwardii Ludowej rozbił mieleckie więzienie Gestapo i uwolnił 126 więźniów. Również w marcu tego roku partyzanci Gwardii Ludowej dokonali udanego zamachu na szefa miejscowego Gestapo i komendanta policji.
29 lipca 1944 roku czołówkom z oddziałów 1178 i 1176 pułku 350 Dywizji 13 Armii Gwardyjskiej Armii Czerwonej generała lejtnanta Jewgienija Żurawlewa działających w ramach I Frontu Ukraińskiego pod dowództwem marszałka Iwana Koniewa dzięki pomocy mieszkańców udało się sforsować Wisłę i utworzyć przyczółek baranowsko-sandomierski. 31 lipca 1944 roku rano wkroczyły od strony Baranowa do Padwi pierwsze oddziały Armii Czerwonej. Były to formacje saperskie, które miały za zadanie budować most na Wiśle w rejonie Krzemienicy. W tym czasie wojska niemieckie zdążyły umocnić pozycje w rejonie Złotnik, Chorzelowa, zakładów lotniczych oraz lager na osiedlu Smoczka (aż do Biesiadki). Utworzenie przyczółka przez Armię Czerwoną na Wiśle przekreśliło plany obrony niemieckiej na Wiśle i Wisłoce. Wydano jednak rozkaz natychmiastowego zlikwidowania tego przyczółka, które rozpoczęło się 3 sierpnia uderzeniem wojsk niemieckich z Tarnobrzega i Złotnik, Chorzelowa oraz Cyranki, siłami 23 Dywizji Pancernej, 543 Dywizji Grenadierów i 509 batalionu czołgów 17 Armii, dowodzonej przez generała Friedricha Schultza.
Tego dnia niemieckie oddziały pancerne rozbiły słabo zabezpieczone pozycje w Tuszowie i uzyskały linię: południowy skraj Krzemienicy, przedpole Baranowa, miejscowości Czajkowa, Trześń i Przyłęk. Reagując na atak, marszałek Koniew, rozkazał odwodowej 5 Armii Gwardyjskiej generała lejtnanta Aleksieja Żadowa rozkaz natarcia. 4 sierpnia z rejonu Hyki Dębiaki–Stara Grobla-Ostrowy Baranowskie ruszyło natarcie 9 Gwardyjskiej Dywizji Powietrznodesantowej dowodzonej przez generała majora Iwana Piczugina. Od wschodniego kierunku z Kolbuszowej natarcie prowadziły oddziały 78 Gwardyjskiej Dywizji Piechoty78 Gwardyjskiej Dywizji Piechoty, którą dowodził generał major Aleksander Motow, a od południa nacierała 14 Gwardyjska Dywizja Piechoty, pod dowództwem pułkownika Wikentija Skryganowa wspomagana czołgami 3 Armii Pancernej Gwardii. Niemieckie ataki w celu zlikwidowania przyczółka nie powiodły się.
W dniach 4 i 5 sierpnia walki toczyły się w rejonie miejscowości Wola Zdakowska, Padew, Jaślany, Czajkowa. W dniach 4 i 5 sierpnia 5 Armia Gwardyjska dzięki pomocy artylerii i lotnictwa rozszerzyła przyczółek baranowsko-sandomierski oraz sforsowała Wisłokę w dolnym jej biegu i nacierała w kierunku południowo-zachodnim na Tarnów. W związku z zagrożeniem opanowania drogi z Tarnowa na Śląsk przez Armię Czerwoną, wojska niemieckie zmuszone zostały do wycofania się z Mielca oraz z Borowy, Glin Małych, Rzędzianowic i Sadkowej Góry. Taki manewr pozwolił na stworzenie obrony na linii Mielec–Piątkowiec–Szczucin. Linia frontu ułożyła się następująco: od północnego zachodu Górki, Czermin, Trzciana, 1 km na wschód od folwarku Józefów- wzdłuż Wisłoki aż do Dąbia.
Mielec, chociaż opuszczony przez wojska niemieckie, ciągle był w zasięgu artylerii, która ostrzeliwała Mielec, Złotniki, lotnisko w Chorzelowie oraz szosę lager Smoczka–Mielec. Do dnia 17 sierpnia trwały walki o miejscowości Podleszany, Trzciana i Czermin, które przechodziły kilkakrotnie z rąk do rąk. Obawy o utworzenie kolejnego przyczółka na Wiśle w okolicach Szczucina oraz rozszerzenia przyczółka na Wisłoce w okolicach Przecławia zaowocowały przybyciem posiłków. Spod Sanoka dotarł niemiecki XXIV Korpus Pancerny, któremu podporządkowane zostały dywizje pancerne: 17, 23 i 24. W Szczucinie działał już LIX Korpus Armijny pod dowództwem generała Edgara Röhrichta, któremu podlegała 371 Dywizja Piechoty. Oba związki taktyczne działały w ramach 17 Armii będącej związkiem operacyjnym.
W dniach 17 i 18 sierpnia po ciężkich walkach Armia Czerwona zajęła: Ziempniów, Słupiec, Wampierzów, Trzcianę, Wadowice, Wolę Mielecką, część Podleszan i Radomyśl, co odsunęło linię frontu od Mielca. W nocy z 18 na 19 sierpnia 1944 roku niemiecki front na zachód od Mielca został wzmocniony przesunięciem 18 Ochotniczej Dywizji Grenadierów Pancernych SS im. Horsta Wessela z Sanoka dowodzonej przez oberführera Augusta-Wilhelma Trabandta oraz 8. Francuskiej Ochotniczej Brygady Szturmowej SS. Nastąpiła stabilizacja sytuacji. Działania wojenne koncentrowały się na utrzymaniu linii obronnych aż do stycznia 1945 roku, kiedy ruszyła ofensywa styczniowa.
W ramach akcji „Burza” podczas wkraczania wojsk sowieckich do Mielca walczyła też mielecka Armia Krajowa. W dniach 28 lipca – 6 sierpnia w ramach tej akcji stoczono wiele potyczek z cofającymi się wojskami niemieckimi. Grupa AK „Hejnał” po opuszczeniu przez Niemców fabryki samolotów objęła w nich straż zabezpieczając pozostawiony majątek.
Mielec został zdobyty 6 sierpnia 1944 roku przez oddziały 1 Frontu Ukraińskiego Armii Czerwonej z pomocą oddziałów Armii Krajowej dowodzonych przez K. Łubieńskiego. Wojska niemieckie, które wycofały się z Mielca, atakowane były przez lokalne oddziały Armii Krajowej. Wehrmacht uznał za konieczne wycofanie się z miasta z powodu sytuacji na froncie. W okolicy trwały walki z armią radziecką, która nad Wisłą utworzyła swój przyczółek i spychała wojska niemieckie na południe. Niemcy chcieli utworzyć nową linię obrony na południe i zachód od jego zabudowań. Zabudowa miasta nie ucierpiała wskutek walk, mimo ognia artyleryjskiego. Ciężkie walki toczyły się wokół miasta i w miejscowościach położonych po drugiej stronie Wisłoki. W ich trakcie zginęło 2291 żołnierzy radzieckich. Zostali pochowani w Rynku w Mielcu, a później przeniesieni na teren przy dzisiejszej ulicy Wolności, na zorganizowany cmentarz.
| Lata      | Nazwisko          |
| --------- | ----------------- |
| 1939–1941 | Apolinary Frank   |
| 1941–1944 | Johann Zimmermann |

### Czasy powojenne
Po zakończeniu niemieckiej okupacji miasta w 1944 roku powołano na terenie przedwojennych zakładów lotniczych nową fabrykę. Początkowo naprawiano tam zepsute na froncie samoloty radzieckie, a już po zakończeniu wojny i kapitulacji III Rzeszy przestawiono się na przemysł cywilny. Ze względu na powojenne zapotrzebowania Polski produkowano tam m.in. wagi, garnki oraz nadwozia do autobusów i wozów strażackich. Jeszcze przed II wojną światową zakupiono dla PZL Mielec prasy do metalu. Były one tak duże, że nie wywieźli ich ani uciekający Niemcy, ani Rosjanie w 1945 roku. Po wojnie, kiedy zrujnowano przemysł motoryzacyjny, pras użyto do produkcji części głęboko tłoczonych do ciągnika Ursus C-45. Zmiany w produkcji przesądziły o zmianie nazwy: w 1949 roku na Wytwórnie Sprzętu Komunikacyjnego i w 1952 roku na Wytwórnia Sprzętu Komunikacyjnego PZL Mielec (WSK-PZL Mielec). Zakład ten był podstawowym źródłem zatrudnienia dla osób na terenie Mielca i okolicznych gmin oraz ośrodkiem kształtującym życie w mieście. W okresie jego działalności wyprodukowano w nim ponad 16 tysięcy samolotów własnej konstrukcji oraz licencjonowanych, głównie na eksport do byłego ZSRR. W Mielcu istniał ośrodek sportowy, którego wizytówką była drużyna piłkarska odnosząca wiele sukcesów na krajowej i zagranicznej arenie sportowej. Rozwój infrastruktury budowlanej zwrócony był głównie na budownictwo osiedli, budynków administracji publicznej oraz sieci dróg w mieście i okolicach.
6 kwietnia 1945 Ministerstwo Bezpieczeństwa Publicznego utworzyło Centralne Obozy Pracy dla byłych żołnierzy AK i podziemia niepodległościowego. Obóz pracy nr 137 powstał w Mielcu.
W 1953 roku na ówczesnym placu Dzierżyńskiego odsłonięto Pomnik Wdzięczności Armii Czerwonej. W 1963 roku powstało jako przedsiębiorstwo państwowe Mieleckie Przedsiębiorstwo Budowlane (MPB) zajmujące się wykonywaniem działalności gospodarczej z zakresu budownictwa mieszkaniowego, ogólnego i przemysłowego, które w listopadzie 1994 roku zostało przekształcone w jednoosobową spółkę Skarbu Państwa i we wrześniu 1998 roku zostało przejęte przez spółkę Mostostal Warszawa S.A., a następnie od 2002 roku do momentu postawienia w stan likwidacji w dniu 27 lipca 2019 roku było częścią grupy kapitałowej hiszpańskiej spółki Acciona. 1 lipca 1980 roku na WSK „PZL-Mielec” rozpoczął się strajk, który trwał do 20 lipca 1980 roku przez co zakłady lotnicze w Mielcu były jednymi z pierwszych zakładów pracy, które rozpoczęły protesty przeciwko władzy komunistycznej PRL poprzedzającymi strajki robotnicze w Sierpniu 1980 roku i porozumienia sierpniowe doprowadzające do powstania NSZZ „Solidarność”. 4 czerwca 1989 roku odbyły się wybory parlamentarne do Sejmu kontraktowego, w których posłem na Sejm z Mielca z ramienia Komitetu Obywatelskiego „Solidarność” został Stanisław Padykuła. W czasie wczesnej fazy transformacji gospodarczej w Polsce doszło wskutek tego do kryzysu WSK „PZL Mielec” i rozpoczęcie procesu restrukturyzacji przedsiębiorstwa co doprowadziło do wysokiego bezrobocia i braku perspektyw w mieście i regionie w tym czasie.
W 1995 roku w Mielcu powstała pierwsza w Polsce Specjalna Strefa Ekonomiczna Euro-Park Mielec. 19 października 1998 roku przedsiębiorstwo państwowe WSK „PZL-Mielec” przekształcono w spółkę Skarbu Państwa pod nazwą Polskie Zakłady Lotnicze Sp. z o.o, w skrócie PZL Mielec. Od 2002 roku spółka PZL Mielec generowała straty, a także miała problemy z płynnością finansową przy jednoczesnym braku zdolności kredytowej i wysokim poziomie zadłużenia oraz trudnościami w utrzymaniu się na rynku i zagrożeniem upadłością firmy w 2007 roku. 16 marca 2007 wytwórnia Sikorsky Aircraft Corporation nabyła PZL Mielec od rządu polskiego z zamiarem rozpoczęcia produkcji śmigłowców.
| Lata      | Nazwisko          |
| --------- | ----------------- |
| 1944      | Jerzy Lubos       |
| 1944–1948 | Antoni Droba      |
| 1948–1950 | Stanisław Bittner |

| Lata      | Nazwisko           |
| --------- | ------------------ |
| 1950–1951 | Mieczysław Gebel   |
| 1951–1953 | Władysław Majewski |
| 1953–1955 | Stanisław Ciach    |
| 1955–1957 | Jan Wirth          |
| 1957–1960 | Jan Sieprawski     |
| 1960–1971 | Antoni Wróbel      |
| 1971–1972 | Stanisław Ciach    |
| 1972–1973 | Jerzy Korzępa      |

| Lata      | Nazwisko          |
| --------- | ----------------- |
| 1973–1975 | Zdzisław Dziedzic |
| 1975–1978 | Stefan Ćwiok      |
| 1978–1981 | Józef Król        |
| 1981–1985 | Lucjan Surowiec   |

| Lata      | Nazwisko                            |
| --------- | ----------------------------------- |
| 1985–1990 | Lucjan Surowiec                     |
| 1990–1994 | Władysław Bieniek                   |
| 1994–2014 | Janusz Chodorowski                  |
| 2014–2018 | Daniel Kozdęba (zm. 28 lutego 2018) |
| 2018      | pełniący funkcję Fryderyk Kapinos   |
| 2018–2024 | Jacek Wiśniewski                    |
| 2024–     | Radosław Swół                       |

## Demografia
| Opis                              | Ogółem | Ogółem | Kobiety | Kobiety | Mężczyźni | Mężczyźni |
| --------------------------------- | ------ | ------ | ------- | ------- | --------- | --------- |
| Jednostka                         | osób   | %      | osób    | %       | osób      | %         |
| Populacja                         | 60 743 | 100    | 31 484  | 51,8    | 29 259    | 48,2      |
| Gęstość zaludnienia [mieszk./km²] | 1295,4 | 1295,4 | 671,4   | 671,4   | 624,0     | 624,0     |

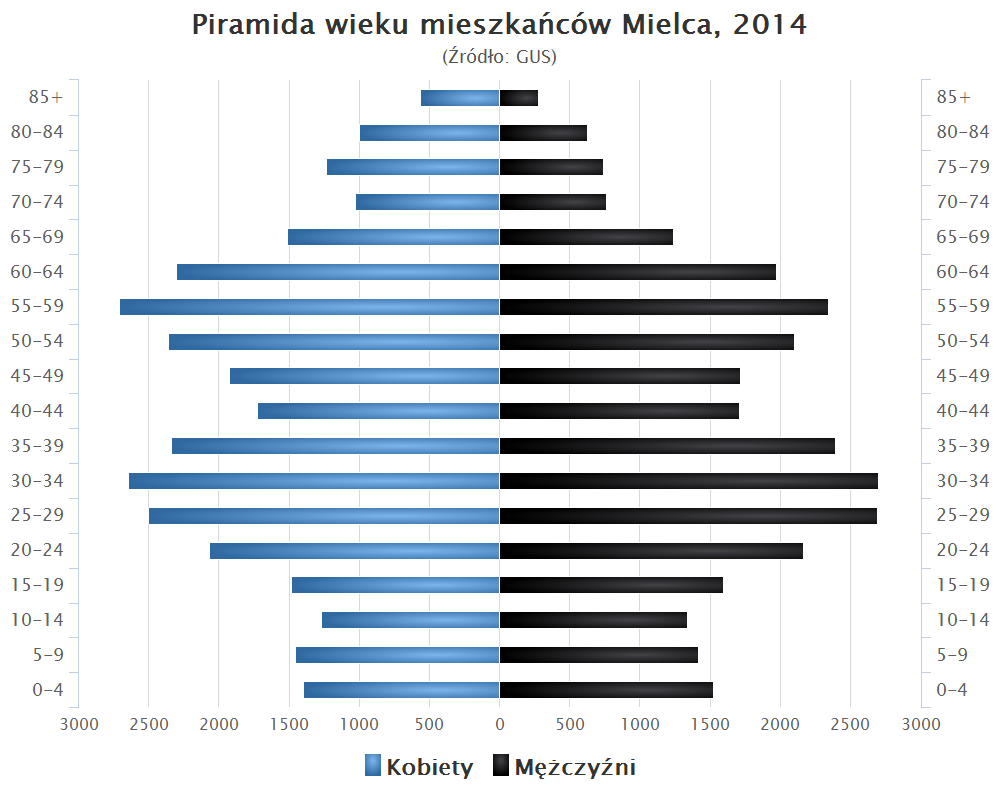
Piramida wieku mieszkańców Mielca w 2014 roku

Miasto liczyło w 2015 roku 60 827 mieszkańców i miało powierzchnię 46,89 km² (stan na 1 stycznia 2015)

## Gospodarka

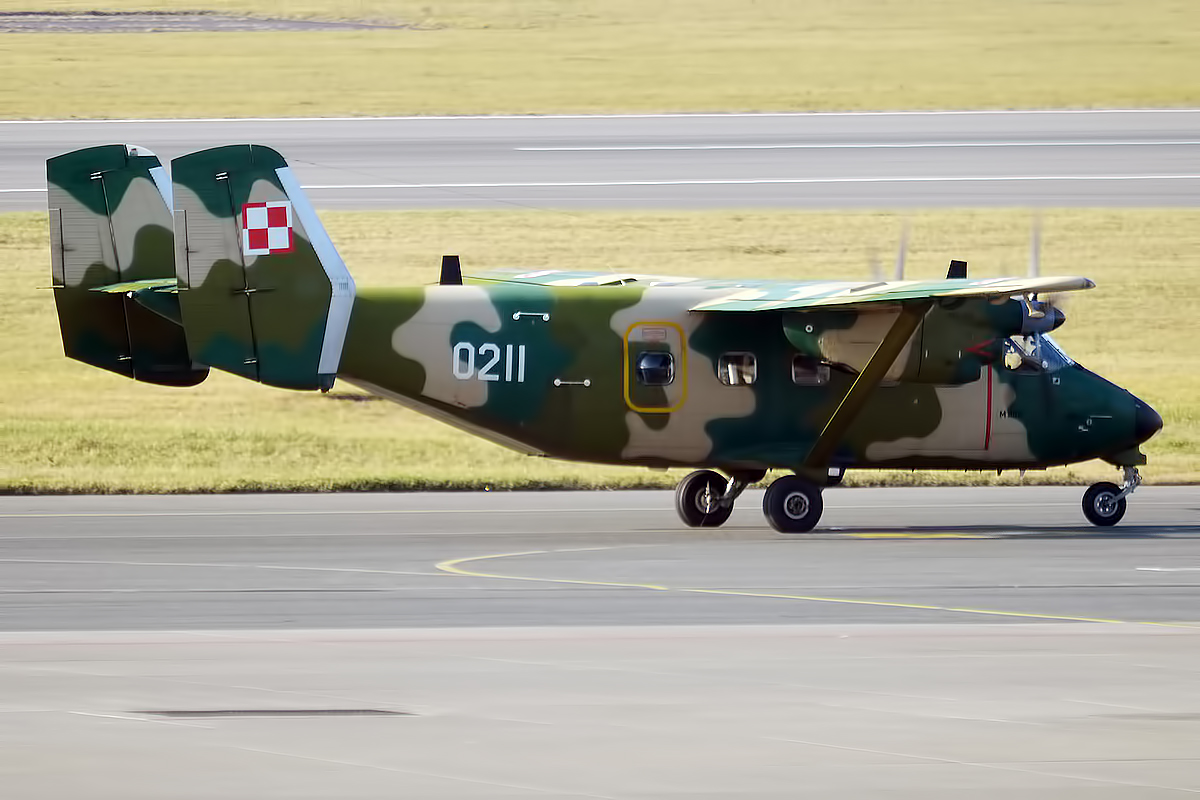
PZL M-28 Skytruck

Mielec jest jednym z ośrodków przemysłowych na mapie województwa podkarpackiego. Miasto kojarzone jest w głównej mierze z przemysłem lotniczym. Tu zlokalizowane są Polskie Zakłady Lotnicze, największe przedsiębiorstwo tej branży w Polsce, którego lokalizacja została wybrana jeszcze w ramach Centralnego Okręgu Przemysłowego – COP w dwudziestoleciu międzywojennym ze względu na dobre średnie warunki atmosferyczne w ciągu roku. Ta i kilka innych mieleckich firm wchodzi w skład Doliny Lotniczej.
W Mielcu swoją siedzibę ma Specjalna Strefa Ekonomiczna Euro-Park Mielec, która w głównej mierze przyczyniła się do dywersyfikacji przemysłu w mieście i ustabilizowania się sytuacji gospodarczej, a także zapewniła zatrudnienie mieszkańcom po zmianie gospodarki z centralnie planowanej na wolnorynkową i wynikającym z tego zwolnieniom. Wewnątrz strefy ulokowanych jest wiele firm prywatnych, głównie przemysłu lekkiego. Utworzony w mieście jest też Mielecki Park Przemysłowy. Podzielony został na dwie części przy terenach SSE i na osiedlu Wojsław.

### Dawne mieleckie produkty
- samoloty:
  - PZL.37 Łoś – bombowiec[41]
  - WSK-Mielec M-15 (Belphegor) – odrzutowiec rolniczy[42]
  - PZL TS-11 Iskra – odrzutowiec szkolno-treningowy[43]
  - PZL I-22 Iryda (później oznaczana jako M93 i M96) – odrzutowiec szkolno-bojowy[44]
  - PZL M-20 Mewa – samolot dyspozycyjny[45]
  - PZL M26 Iskierka – samolot szkolny[46]
- lodówki WSK i sprzętu AGD[47]
- seryjny mikrosamochód Mikrus[47]
- samochód małoseryjny Gepard[48]
- luksusowe samochody sportowe Leopard 6 Litre Roadster[48]
- silniki na licencji angielskiego Leylanda do samochodów osobowych, ciężarowych, autobusów itd.[49]
- ciężkie silniki wysokoprężne[50]

### Współczesne mieleckie produkty
- samoloty i śmigłowce:
  - PZL M28 Skytruck – samolot wielozadaniowy[51]
  - PZL M28B Bryza – samolot wielozadaniowy[52]
  - PZL M18 Dromader – samolot rolniczy i gaśniczy[53]
  - S-70i Black Hawk – średni wielozadaniowy amerykański śmigłowiec transportowy (produkcja kabin i montaż końcowy całych śmigłowców)[53]
  - Samolot AT-3 i AT-4[54]
- inne produkty:
  - samochody Cobra – małoseryjne, sportowe repliki[55]
  - wózki golfowe i użytkowe Melex z napędem elektrycznym[56]
  - elektronika użytkowa R&G[57]
  - meble Black Red White[58]
  - komponenty metalowe i elektrotechniczne dla przemysłu motoryzacyjnego[59]
  - podzespoły do produkcji samochodów[60]
  - szkło hartowane Sanglass[61]
  - ramy rowerowe robione ręcznie w firmie Bikepol Mielec[62]
  - opony bieżnikowane Geyer & Hosaja[63]
  - kosiarki spalinowe Husqvarna[64]
  - okna dachowe Fakro[65]
  - okna z PCW Eurocast[66]
  - styropian Termo Organika[67]
  - płyty wiórowe, MDF, panele podłogowe, blaty – Kronospan[68]
  - klocki Cobi[69]
  - akumulatory rozruchowe Autopart[70]
  - lody z Zielona Budka[71]

## Transport

### Transport drogowy
- 875 Droga wojewódzka nr 875: Mielec – Leżajsk
- 984 Droga wojewódzka nr 984: Lisia Góra – Mielec
- 985 Droga wojewódzka nr 985: Tarnobrzeg – Mielec – Dębica

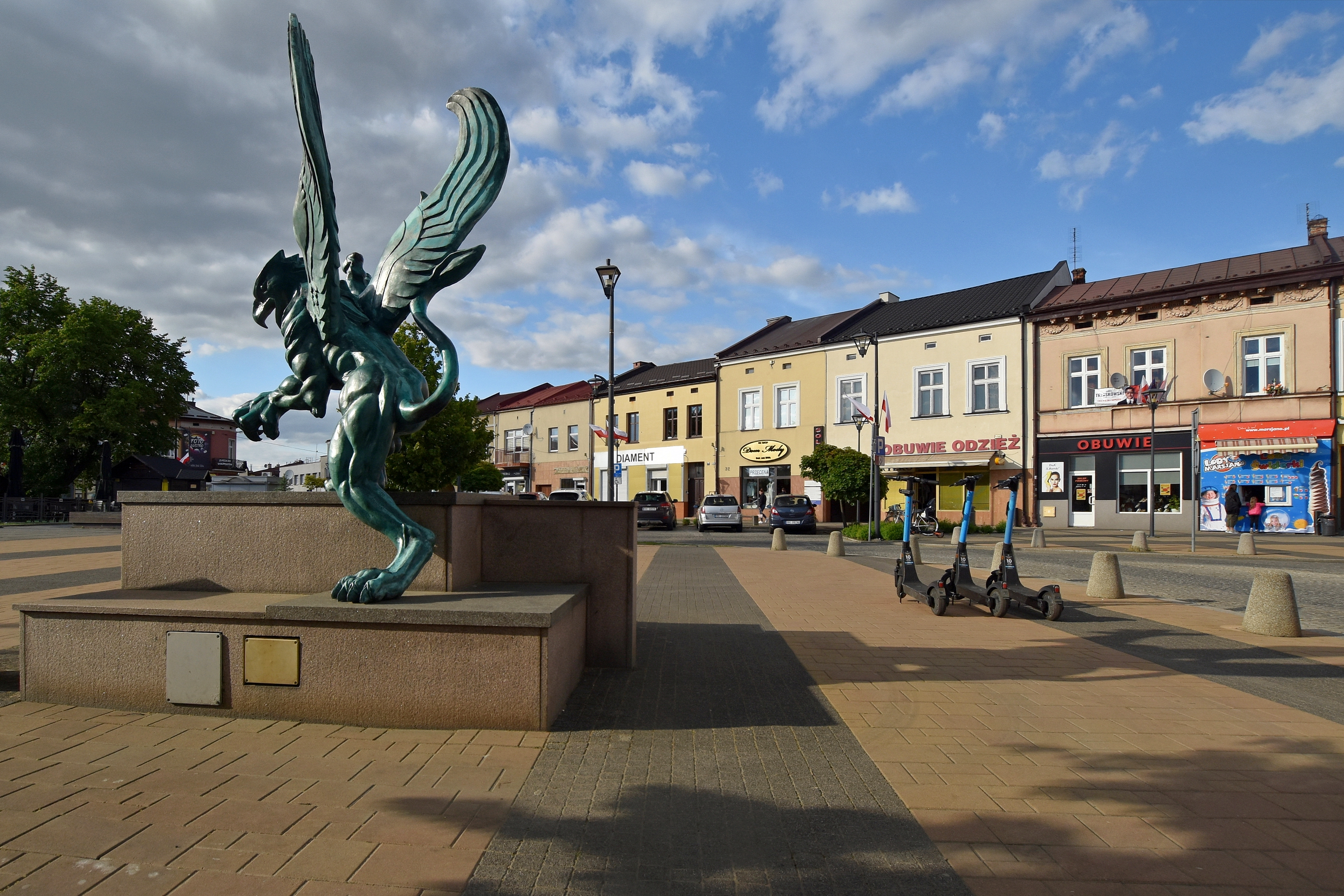
Mielecki rynek

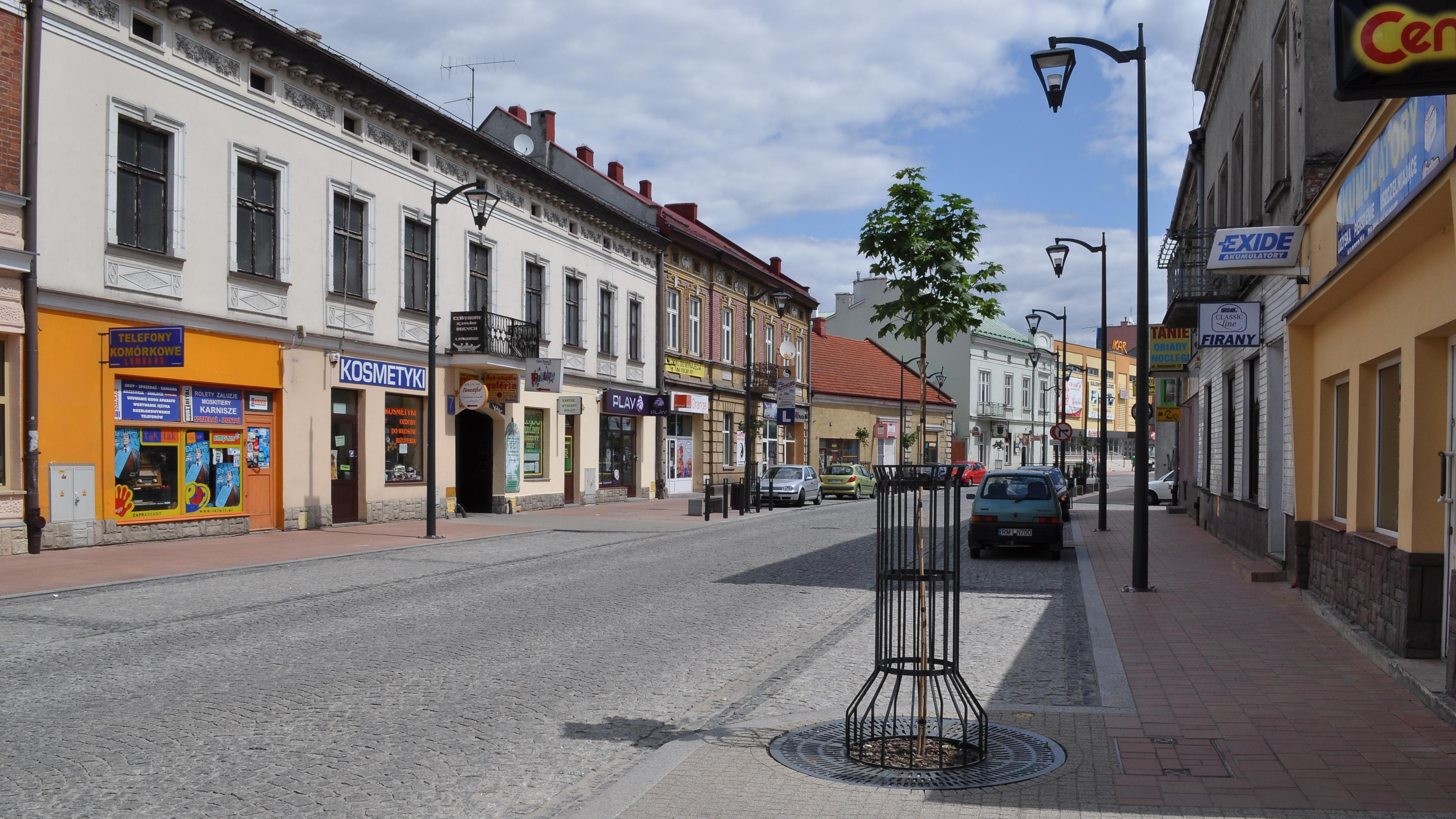
Ulica Adama Mickiewicza

#### Obwodnica miasta
Ponadto istnieje oddana do użytku 12 listopada 2014 roku trasa Kielce – Staszów – Połaniec – Mielec – Kolbuszowa – Rzeszów, w ramach której wybudowany został nowy most na Wiśle w okolicach Połańca oraz obwodnica wschodnia Mielca, której odcinek łączący drogę powiatową Mielec – Szydłowiec z drogą wojewódzką nr 875 Mielec – Kolbuszowa został oddany do użytku 3 listopada 2014 roku, a odcinek łączący drogę wojewódzką nr 875 Mielec – Kolbuszowa z drogą wojewódzką nr 985 Mielec – Dębica oddano do użytku 9 stycznia 2015 roku, natomiast 13 sierpnia 2015 roku oddano odcinek łączący drogę powiatową Mielec – Szydłowiec z drogą wojewódzką nr 985 Mielec – Tarnobrzeg. Obwodnica Mielca od 5 października 2015 roku jest częścią drogi wojewódzkiej nr 985, a ulice na terenie miasta wchodzące przed oddaniem obwodnicy w skład drogi wojewódzkiej tj. ulica Sienkiewicza i ulica Wojsławska z mocy ustawy o drogach publicznych stały się drogami powiatowymi.

#### Połączenie z autostradą
Około 30 km na południe od Mielca przebiega autostrada A4, będąca jednocześnie drogą międzynarodową E40, której odcinek Dębica – Rzeszów oddano do użytku 30 października 2013 roku, wraz z węzłem Dębica Wschód, łączącym autostradę poprzez drogę powiatową 1288R z drogą wojewódzką nr 985 Mielec – Dębica oraz z drogą krajową nr 94, natomiast 30 października 2014 roku oddano do użytku odcinek Tarnów – Dębica.

#### Dworzec autobusowy
W Mielcu działa duże przedsiębiorstwo liniowej komunikacji autobusowej. Spółka Miejska Komunikacja Samochodowa Sp. z o.o. pokrywa zapotrzebowanie na przewóz ludzi w obrębie miasta i jego najbliższych okolic.
Transport międzymiastowy i dalekobieżny realizowany był przez Przedsiębiorstwo Państwowej Komunikacji Samochodowej w Mielcu. Został on wykupiony przez firmę Conex, która później została kupiona przez francuską firmę Veolia Transport Central Europe, która następnie została sprzedana europejskiej grupie transportowej Arriva, należącej do Kolei Niemieckich. W ten sposób powstała PKS Arriva Mielec, której pojazdy odjeżdżają z dworca przy ul. Jagiellończyka i obsługują linie podmiejskie i dalekobieżne. Firma stopniowo zaczęła likwidację połączeń autobusowych, argumentując swoją decyzję ich nierentownością. Ostatecznie spółka Arriva podjęła decyzję o wycofaniu się z Mielca i zakończeniu działalności na terenie powiatu mieleckiego, sprzedaży nieruchomości należących do niej oraz formalnym zamknięciu 1 grudnia 2017 roku dawnego PKS Mielec. Porzucone przez Arrivę połączenia w powiecie mieleckim zostały przejęte przez lokalne firmy przewozowe.
Ponadto swoje połączenia prowadzi kilka mniejszych prywatnych firm przewozowych.

### Transport kolejowy
Do Mielca doprowadzono kolej w 1887 roku. Dworzec kolejowy Mielec, podobnie jak dwie małe stacje w osiedlach Rzochów i Wojsław, leży na trasie linii kolejowej nr 25. Została zbudowana przez Towarzystwo Kolei Galicyjskiej im. Karola Ludwika na podstawie koncesji z 29 grudnia 1886 roku. Prace budowlane trwały do października 1887 roku, a linia kolejowa została oddana do użytku 30 października 1887 roku. 23 grudnia 1937 roku podjęto decyzję o budowie bocznicy kolejowej prowadzącej do powstających wtedy zakładów lotniczych w Mielcu, która została wybudowana w sierpniu 1938 roku. Do 1939 roku linia kolejowa Dębica – Mielec – Tarnobrzeg odgrywała bardzo ważną rolę w budowie Centralnego Okręgu Przemysłowego (COP) oraz rozwoju miast dawnej Galicji znajdujących się w zasięgu jej oddziaływania. Ostatnie prace remontowe prowadzone na całej linii kolejowej Dębica – Mielec – Ocice koło Tarnobrzega w okresie PRL-u miały miejsce w 1980 roku. W roku 1992 przeprowadzono prace remontowe na odcinku Chmielów koło Tarnobrzega – Padew Narodowa.
W 1997 roku przeprowadzono remont linii kolejowej na odcinkach Mielec – Malinie, Tuszów Narodowy – Jaślany i Jaślany – Padew Narodowa. Dalsza modernizacja linii kolejowej rozpoczęta w 1997 roku została wstrzymana decyzją Dyrekcji Generalnej PKP z 29 lipca 1998 roku. W następnych latach transport szynowy w Mielcu stracił na znaczeniu, a odcinek Dębica – Mielec – Tarnobrzeg popadł w kiepski stan techniczny. W 2009 został wstrzymany ruch pociągów osobowych oraz pospiesznych. Ruch pociągów pasażerskich miał zostać wznowiony z dniem 1 marca 2011, ale w wyniku zmiany decyzji w PKP Intercity to nie nastąpiło.
W 2012 prowadzony jest tylko ruch towarowy obsługiwany głównie przez państwowe PKP Cargo i prywatne spółki kolejowe. Z powodu pogarszającego się stanu torów i całej infrastruktury linia kolejowa na odcinku Dębica – Mielec – Tarnobrzeg była obecna od grudnia 2012 roku do kwietnia 2013 roku na wykazie linii kolejowych do likwidacji. W kwietniu 2011 zlecono wykonanie studium wykonalności rewitalizacji tego odcinka, które zostało ukończone jesienią 2011. Studium wykazało zasadność remontu, koszt prac oszacowano na 320 milionów złotych netto. Remont linii kolejowej będzie realizowany z nowego budżetu Unii Europejskiej na lata 2014–2020.
23 grudnia 2014 roku PKP Polskie Linie Kolejowe S.A. ogłosiło przetarg na opracowanie dokumentacji przedprojektowej dla projektu „Prace na liniach kolejowych nr 25, 74, 78 na odcinku Stalowa Wola – Tarnobrzeg/Sandomierz – Ocice/Padew” obejmujący odcinek Tarnobrzeg – Padew Narodowa, a 15 lipca 2015 roku ogłosiło przetarg na opracowanie dokumentacji przedprojektowej dla projektu „Rewitalizacja linii kolejowej nr 25 na odcinku Padew Narodowa – Mielec – Dębica”. Linia kolejowa na odcinku Dębica – Mielec – Padew Narodowa będzie realizowana w ramach Regionalnego Programu Operacyjnego Województwa Podkarpackiego w latach 2017–2020 a odcinek Padew Narodowa – Ocice wraz z linią kolejową Stalowa Wola – Tarnobrzeg/Sandomierz będzie realizowany w ramach Programu Operacyjnego Polska Wschodnia. Początkowo procedura przetargowa była przewidziana na 2017 rok, a realne prace miały rozpocząć się w 2017 lub 2018 roku. Jednak ostatecznie z powodu dużego zakresu prac jaki został zarysowany w studium wykonalności, które stale było korygowane i uzupełniane, przetarg na odcinek Mielec – Dębica miał zostać ogłoszony pod koniec 2018 roku, choć ostatecznie został ogłoszony 20 września 2017 roku, natomiast odcinek Mielec – Padew będzie realizowany z budżetu Polskich Linii Kolejowych lub rezerwowych funduszy Regionalnego Programu Operacyjnego.
29 sierpnia 2017 roku spółka PKP Polskie Linie Kolejowa S.A. ogłosiła przetarg na opracowanie dokumentacji projektowej wraz z pełnieniem nadzoru autorskiego dla linii kolejowych nr 25, 74 i 78, który zakresem działania obejmuje odcinek Tarnobrzeg – Padew Narodowa. 20 września 2017 roku spółka PKP Polskie Linie Kolejowe S.A. ogłosiła przetarg na zaprojektowanie i wykonanie robót budowlanych na linii kolejowej na odcinku Mielec – Dębica w ramach projektu pod nazwą „Rewitalizacja linii kolejowej nr 25 na odcinku Padew – Mielec – Dębica”. Według harmonogramu zamknięć torowych w rozkładzie jazdy 2017/2018 prace na linii kolejowej na odcinku Mielec – Dębica miałyby zostać wykonane między wrześniem 2018 a czerwcem 2020. W trakcie procedury przetargowej zakres prac został rozszerzony także o zaprojektowanie prac budowanych na odcinku Mielec – Padew Narodowa. 24 kwietnia 2018 roku spółka PKP Polskie Linie Kolejowe S.A. podpisała ze spółką Voessing Polska Sp. z o.o. umowę na prace projektowe dla zadania pn. „Prace na liniach kolejowych nr 25, 74, 78 na odcinku Stalowa Wola – Tarnobrzeg/Sandomierz – Ocice/Padew”.

PKP Linia Hutnicza Szerokotorowa

13 lipca 2018 roku spółka PKP Polskie Linie Kolejowe S.A. ogłosiła przetarg na zaprojektowanie prac budowanych na odcinku Mielec – Padew Narodowa oraz zaprojektowanie i wykonanie robót budowlanych na linii kolejowej na odcinku Mielec – Dębica w ramach projektu pod nazwą „Rewitalizacja linii kolejowej nr 25 na odcinku Padew – Mielec – Dębica” wygrało konsorcjum firm Swietelsky Rail Polska Sp. z o.o. i Swietelsky Baugesellschaft. 26 lipca 2018 roku nastąpiło jednak unieważnienie wyboru najkorzystniejszej oferty z powodu wniesienia odwołania do Krajowej Izby Odwoławczej przez uczestniczące w przetargu Przedsiębiorstwo Napraw i Utrzymania Infrastruktury Kolejowej w Krakowie Sp. z o.o., które zostało rozpatrzone przez Krajową Izbę Odwoławczą w dniu 2 sierpnia 2018 roku. 12 września 2018 roku spółka PKP Polskie Linie Kolejowe S.A. ogłosiła, że przetarg na zaprojektowanie prac budowanych na odcinku Mielec – Padew Narodowa oraz zaprojektowanie i wykonanie robót budowlanych na linii kolejowej na odcinku Mielec – Dębica w ramach projektu pod nazwą „Rewitalizacja linii kolejowej nr 25 na odcinku Padew – Mielec – Dębica” wygrało Przedsiębiorstwo Napraw i Utrzymania Infrastruktury Kolejowej w Krakowie Sp. z o. o., z którym 17 października 2018 roku spółka PKP Polskie Linie Kolejowe S.A. podpisała umowę na realizację inwestycji. Umowa obejmuje m.in. wymianę 32 km torów, remont 40 przejazdów kolejowo–drogowych, 6 mostów, 31 przepustów oraz wybudowanie nowych peronów na stacjach: Mielec, Rzochów, Wojsław, Pustków, Rzemień, Przecław, Dąbie i Kochanówka.
Prace remontowe rozpoczęto 1 marca 2019 roku. W kwietniu 2019 roku zarząd województwa podkarpackiego podjął decyzję o przeznaczeniu dodatkowych ponad 13 mln zł m.in. na budowę drugiego przejścia podziemnego w miejscu przejścia przez tory łączącego ulicę Drzewieckiego i Jagiellończyka oraz przeniesie na stację kolejową w Rzochowie obsługi przeładunkowej ze stacji kolejowej w Mielcu co związane było z likwidacją rampy przeładunkowej i toru nr 9 na stacji. Linia kolejowa na odcinku Mielec – Padew była remontowana z funduszy Regionalnego Programu Operacyjnego Województwa Podkarpackiego.
Ruch pociągów towarowych na odcinku Mielec – Kochanówka Pustków uruchomiono 3 września 2020 roku. 14 stycznia 2021 roku Ministerstwo Infrastruktury podpisało umowę ze spółką PKP Intercity S.A. dotyczącą usług publicznych w zakresie międzywojewódzkich kolejowych przewozów pasażerskich w latach 2021–2030, w której m.in. zobowiązało przewoźnika do przywrócenia dalekobieżnych połączeń kolejowych międzywojewódzkich przez Mielec. 4 czerwca 2021 roku spółka PKP Polskie Linie Kolejowe S.A. poinformowała o wznowieniu ruchu kolejowego towarowego od 13 czerwca 2021 roku na odcinku Kochanówka-Pustków – Dębica oraz ogłosiła przetarg na wykonanie robót budowlanych na linii kolejowej na odcinku Mielec – Padew i przetarg na budowę drugiego przejścia podziemnego w Mielcu. 1 września 2021 roku został wznowiony ruch pociągów pasażerskich do stacji kolejowej w Mielcu na linii kolejowej na odcinku Mielec – Dębica. Rozpoczęcie robót budowlanych na odcinku Mielec – Padew nastąpiło w marcu 2022 roku. Zakończenie prac budowlanych i uruchomienie ruchu pociągów towarowych nastąpiło 28 września 2022 roku, a pociągów pasażerskich 6 listopada 2022 roku. Budowa drugiego przejścia podziemnego w Mielcu w ciągu ulic Drzewieckiego i Piotra Skargi, które zastąpiło znajdujące się w tym miejscu poprzednie przejście przez tory kategorii E, została zakończona 2 lipca 2023 roku. 3 września 2023 roku oddano do użytku na terenie miasta przystanek kolejowy Mielec Południowy. We wrześniu 2024 roku spółka PKP Intercity S.A. poinformowała o powrocie kolejowych pasażerskich połączeń dalekobieżnych na linię kolejową nr 25 na odcinku Dębica – Mielec – Tarnobrzeg w postaci pociągu Intercity „Hetman” relacji Kraków Główny – Hrubieszów Miasto, co nastąpiło zgodnie z zapowiedziami z dniem 15 grudnia 2024 roku.
Około 15 km na północ od Mielca przebiega Linia Hutnicza Szerokotorowa (linia kolejowa nr 65) o rozstawie toru 1520 mm (zgodnym ze stosowanym w krajach byłego ZSRR). Terminal przeładunkowy w Woli Baranowskiej umożliwia wymianę ładunków pomiędzy koleją szerokotorową a normalnotorową oraz ciężarówkami.

### Transport lotniczy
W północnej części miasta znajduje się lotnisko, wykorzystywane przez Polskie Zakłady Lotnicze jako lotnisko fabryczne i Aeroklub Mielecki jako lotnisko sportowe. Lotnisko jest wyposażone w system APV-I, który umożliwia lądowanie przy ograniczonej widoczności.

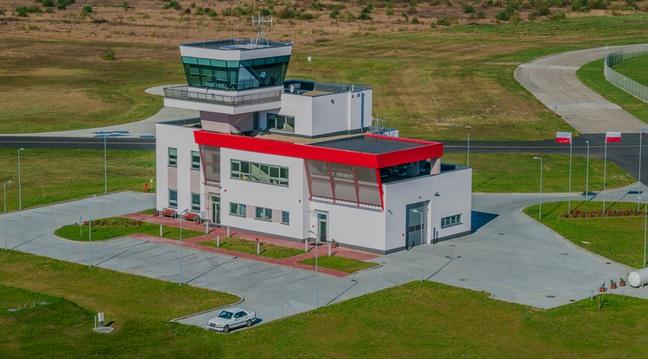
Nowa wieża kontroli lotów w Mielcu

Lotnisko Mielec aktualnie spełnia funkcje lotniskowe dla:
- Lotnictwa fabrycznego – próby produkowanego sprzętu lotniczego
- Lotnictwa bazowania samolotów agrolotniczych
- Lotnictwa gospodarczo-usługowego
- Lotnictwa dyspozycyjnego „biznesowego” – krajowego i zagranicznego
- Lotnictwa ratowniczo-sanitarnego
- Lotnictwa sportowego i turystycznego
- Lotnictwa ogólnego i różnych form szkolenia lotniczego
- Lotnictwa pasażerskiego i czarterowego dla samolotów o kodzie 4B[5]

Pod koniec 2019 roku na mieleckim lotnisku została otwarta stacja paliw lotniczych. Na stacji oferowane są dwa rodzaje paliwa: JET-A1 dla samolotów z silnikami odrzutowymi oraz AVGAS dla samolotów z silnikami tłokowymi. Pojemność zbiornika paliwa odrzutowego to 10 tys. litrów, w przypadku AVGAS 20 tys. litrów. Stacja jest samoobsługowa – możliwa jest płatność kartą.
W 2012 roku otwarto przyszpitalne lądowisko dla helikopterów przy ul. Żeromskiego.

## Zabytki

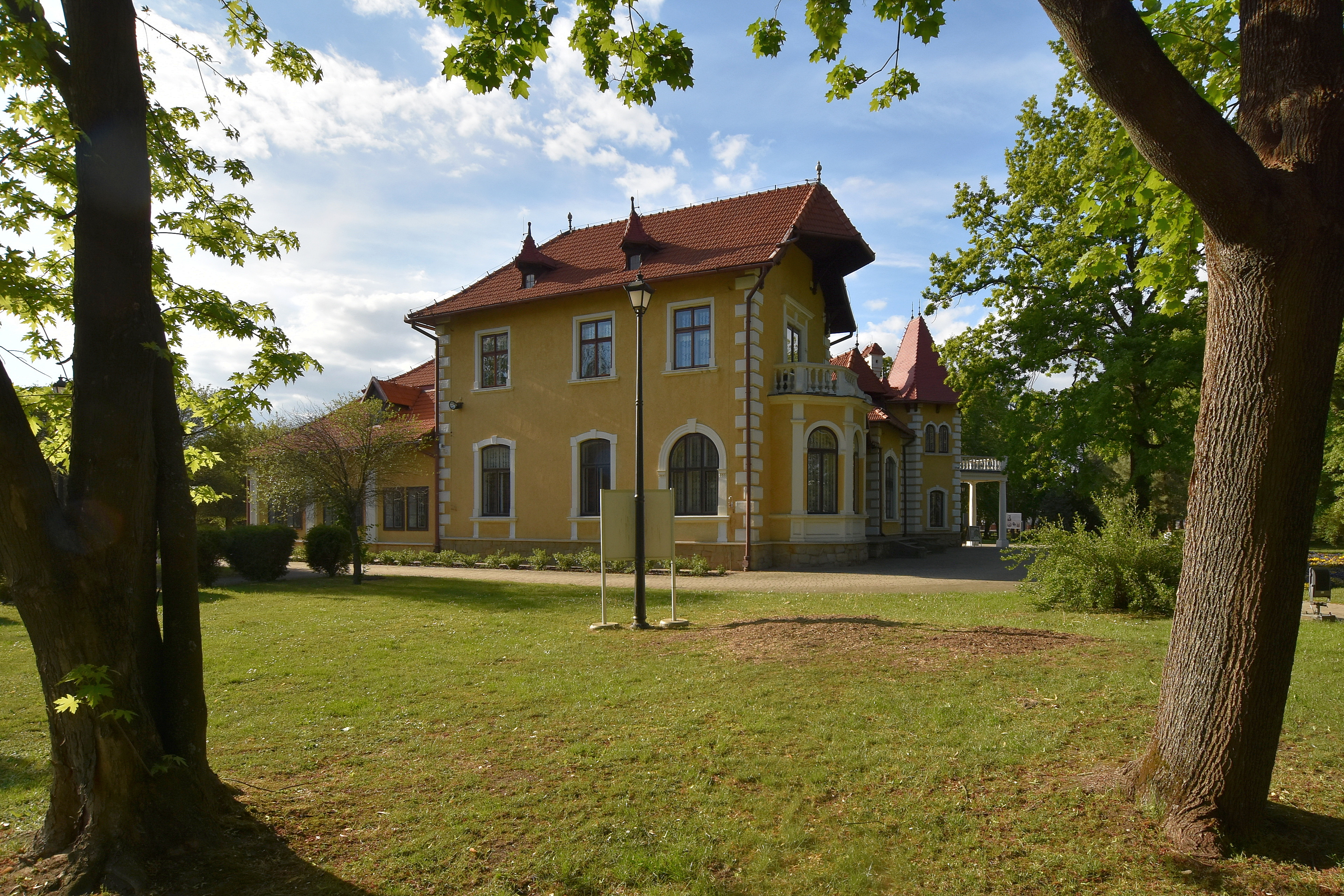
Pałacyk Oborskich przy ul. Legionów

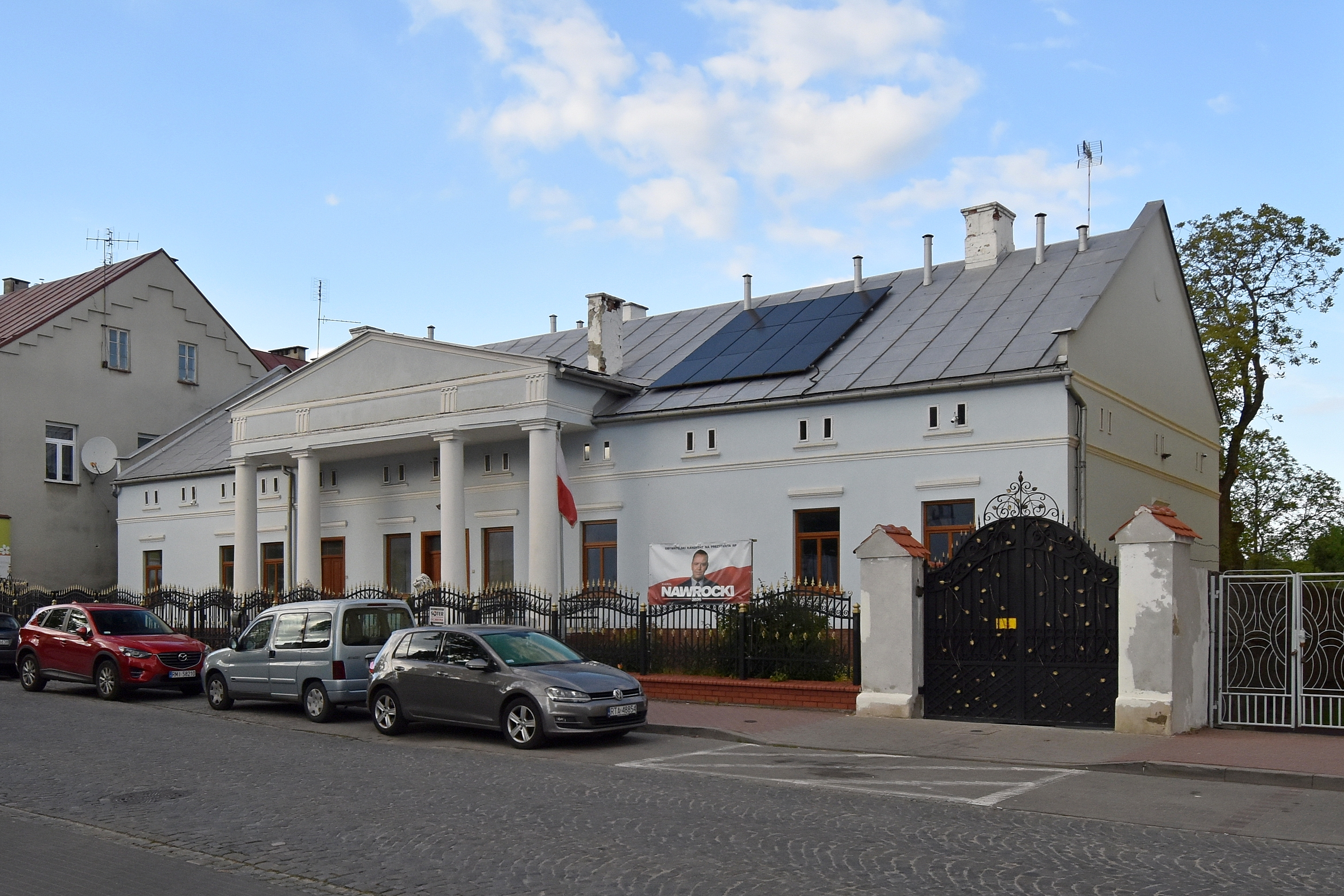
Klasycystyczny Dworek Suchorzewskich

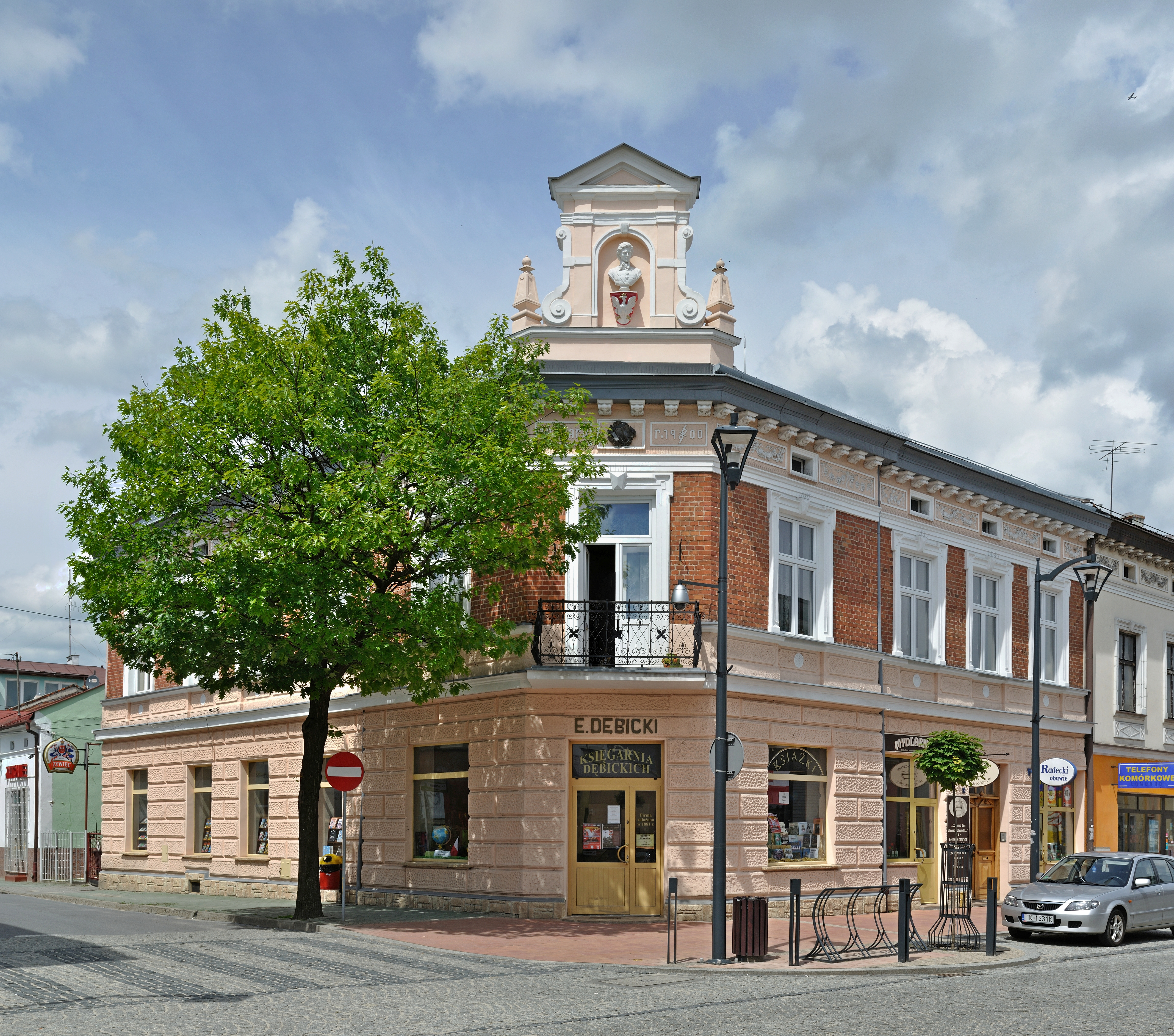
Księgarnia Dębickich przy ul. Mickiewicza 5

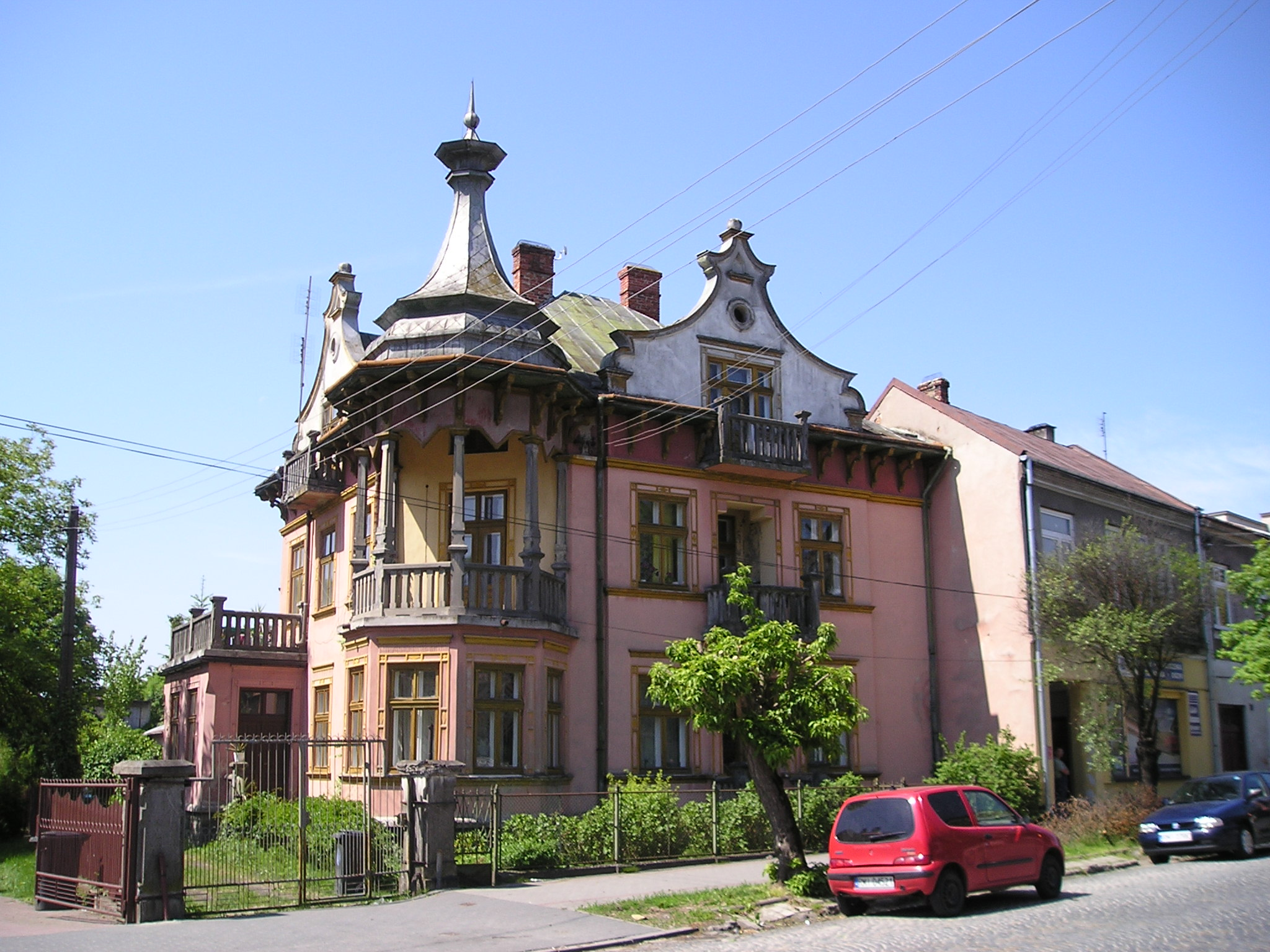
Willa Weryński przy ul. Kościuszki

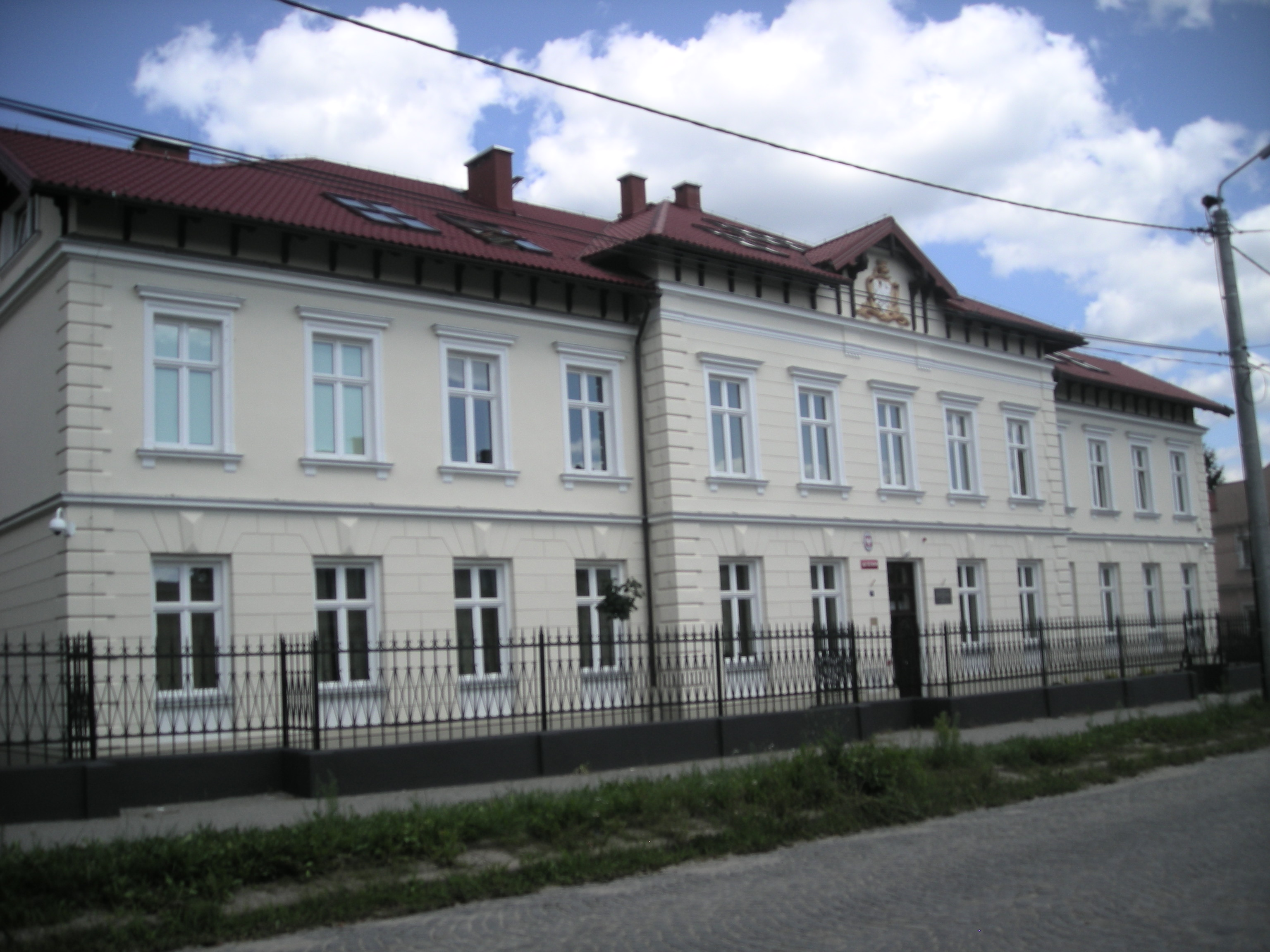
Budynek sądu przy ul. Kościuszki 15

Zabytki nieruchome wpisane do rejestru zabytków województwa podkarpackiego
- bazylika pw. św. Mateusza Apostoła i Ewangelisty z 1526 wraz z ogrodzeniem i terenem dawnego cmentarza kościelnego
- cmentarz parafii rzymskokatolickiej z 2 połowy XIX wieku przy ul. Długosza wraz z kaplicą cmentarną i ogrodzeniem z bramą
- cmentarz parafii rzymskokatolickiej z 2 połowy XVIII wieku przy ul. Rzecznej 2 wraz z kaplicą cmentarną (obecnie kościół pomocniczy św. Marka Ewangelisty)
- stara plebania przy ul. księdza Sitki 3
- willa z ogrodem z 1933 przy ul. Jadernych 1
- willa z początku XX wieku przy ul. Jadernych 5
- zakład fotograficzny Jadernych z 1906 przy ul. Jadernych 19 (Jadernówka, obecnie muzeum fotografii, filia Muzeum Regionalnego)[150]
- dom przy ul. Jadernych 21
- zespół budynków OSP przy ul. Kilińskiego 27: drewniana strażnica z 1882, drewniana kręgielnia z 1894, wozownia z 1921
- dworek Suchorzewskich z początku XIX wieku przy ul. Kościuszki 5 wraz z ogrodem[151]
- budynek Rady Powiatowej z 1909 (obecnie Państwowa Szkoła Muzyczna) przy ul. Kościuszki 10[152]
- budynek sądu rejonowego z końca XIX wieku przy ul. Kościuszki 15
- dom przy ul. Kościuszki 25
- willa przy ul. Kościuszki 28
- dom przy ul. Krasickiego 1
- dom przy ul. Legionów 1
- zespół pałacowy Oborskich (park i pałac) przy ul. Legionów 73[a]
- kamienica z 1904 przy ul. Mickiewicza 2 (Łojczykówka)
- kamienica z 1900 przy ul. Mickiewicza 5
- Dom przy ul. Mickiewicza 7 w Mielcu
- dom przy Rynku 3
- dom przy Rynku 22
- dom przy Rynku 23
- dom przy Rynku 25
- dom przy ul. Sandomierskiej 17
- budynek Towarzystwa Gimnastycznego „Sokół”, ul. Sękowskiego 1
- dom przy ul. Sienkiewicza 17 (drewniany)
- Pozostałości zespołu dawnego kościoła św. Marka Ewangelisty w Rzochowie
- zespół dworski (dwór, park, wozownia, relikty fortyfikacji ziemnych), ul. Wojsławska 280[153]

Obiekty dziś nieistniejące lub przeniesione poza teren miasta
- Zamek Mieleckich z XV wieku (w 1655 zniszczony przez Szwedów)[154]
- drewniany ratusz na Rynku (przed 1789 najprawdopodobniej strawiony przez pożar)[155]
- Nowa Synagoga przy ul. Joachima Lelewela (w 1939 spalona przez hitlerowców)[b][156][157]
- drewniany kościół św. Marka w dzielnicy Rzochów (w 2010 przeniesiony do skansenu w Kolbuszowej)[158]

## Kultura

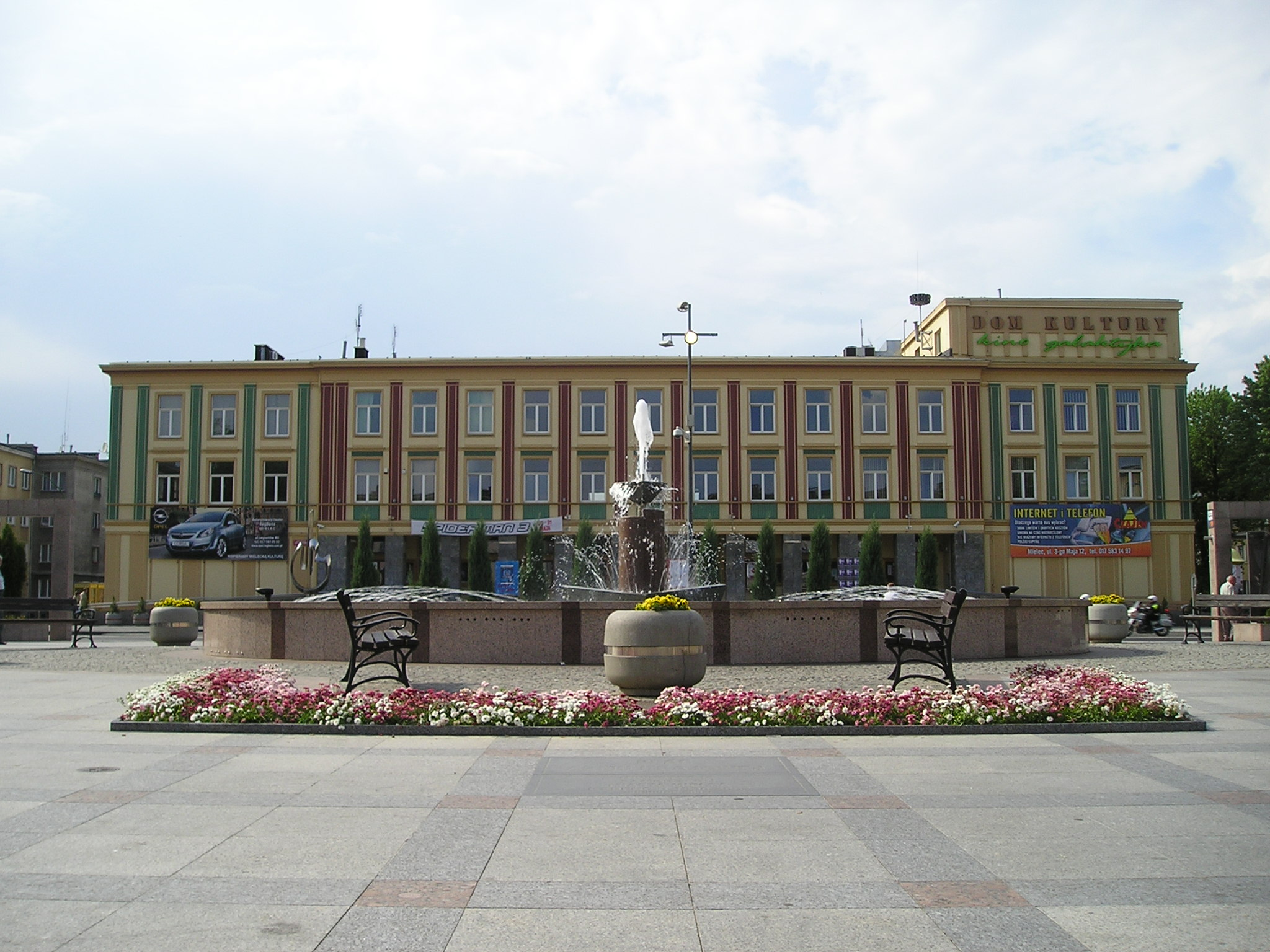
Plac Armii Krajowej w Mielcu z budynkiem Samorządowego Centrum Kultury

Instytucją promującą kulturę w Mielcu jest podlegające Urzędowi Miasta Samorządowe Centrum Kultury utworzone 15 października 1997. Strukturę organizacyjną SCK stanowią:
- Dom Kultury – powstał w 1953 jako Zakładowy Dom Kultury WSK Mielec. Później nosił nazwy: Robotnicze Centrum Kultury WSK i Miejski Ośrodek Kultury. Szybko stał się ośrodkiem kulturalnego życia miasta. W Domu Kultury mieszczą się m.in. kino Galaktyka (dawniej Metalowiec), Centrum Wystawienniczo-Promocyjne oraz siedziba Zespołu Pieśni i Tańca „Rzeszowiacy”[159][160].

- Muzeum Regionalne:

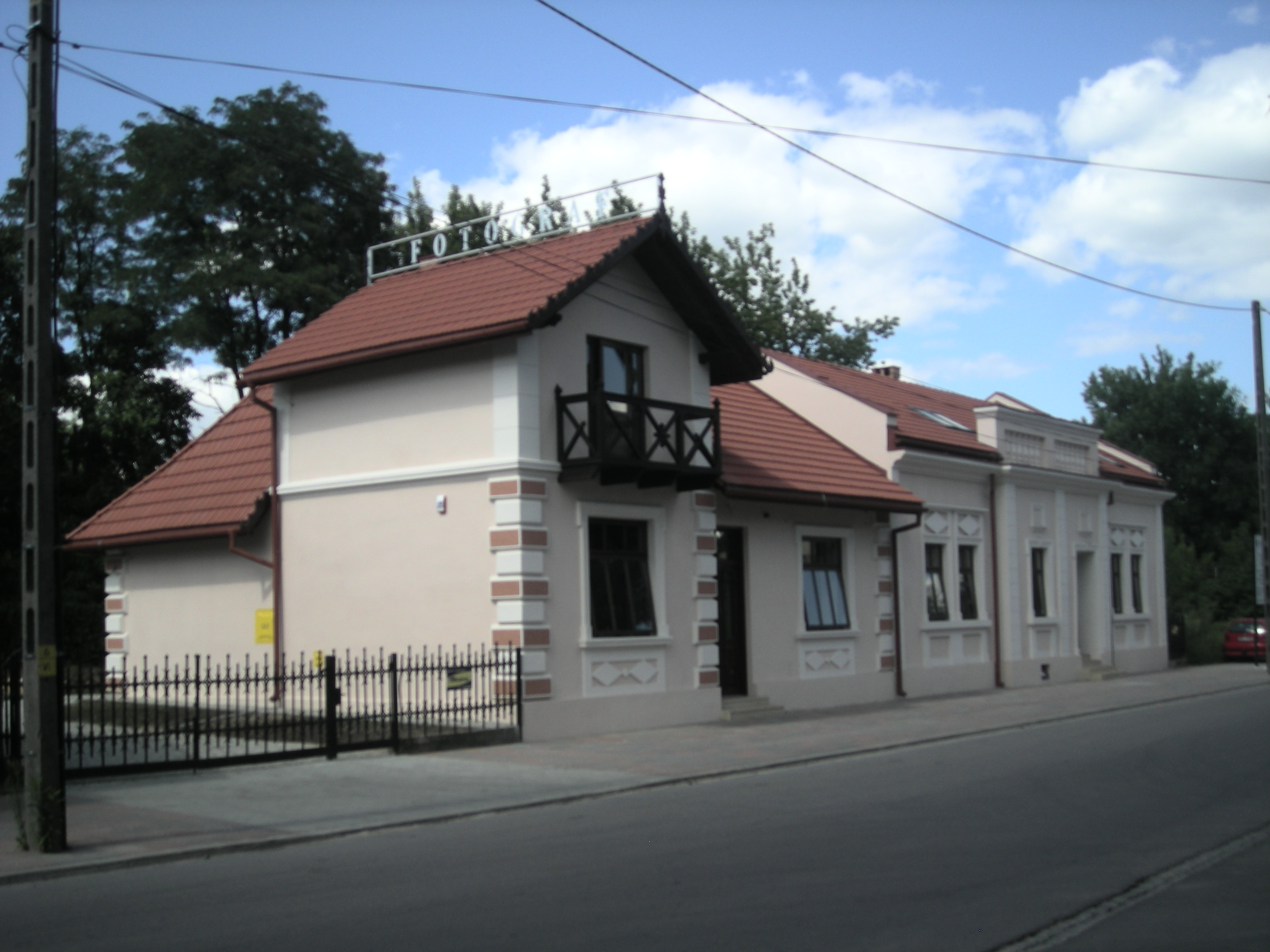
„Jadernówka” – filia Muzeum Regionalnego (muzeum fotograficzne) przy ul. Jadernych

- Pałacyk Oborskich – wybudowany przez hrabiego Wacława Oborskiego, obecnie główna siedziba Muzeum Regionalnego,
  - Jadernówka – dawniej siedziba zakładu fotograficznego założonego przez Augusta Jadernego, obecnie muzeum fotograficzne dysponujące drugą w Polsce co do wielkości kolekcją aparatów i akcesoriów fotograficznych (ponad 500 sztuk)[161].
- Miejska Biblioteka Publiczna.

Inną istotną organizacją jest powołane 16 stycznia 1964 Towarzystwo Miłośników Ziemi Mieleckiej im. Władysława Szafera. Towarzystwo zajmuje się promocją mieleckiej kultury i szerzeniem wiedzy o historii miasta. W 2006 roku przy Towarzystwie powołano Grupę Literacką „Słowo”, w jej skład wchodzą m.in. Włodzimierz Kłaczyński, Włodzimierz Gąsiewski, Piotr Durak, Jerzy Mamcarz, Andrzej Ciach.
Od 1998 w okresie letnim w Mielcu odbywa się Międzynarodowy Festiwal Muzyczny (do roku 2000 Międzynarodowy Festiwal Organowy) poświęcony muzyce poważnej.

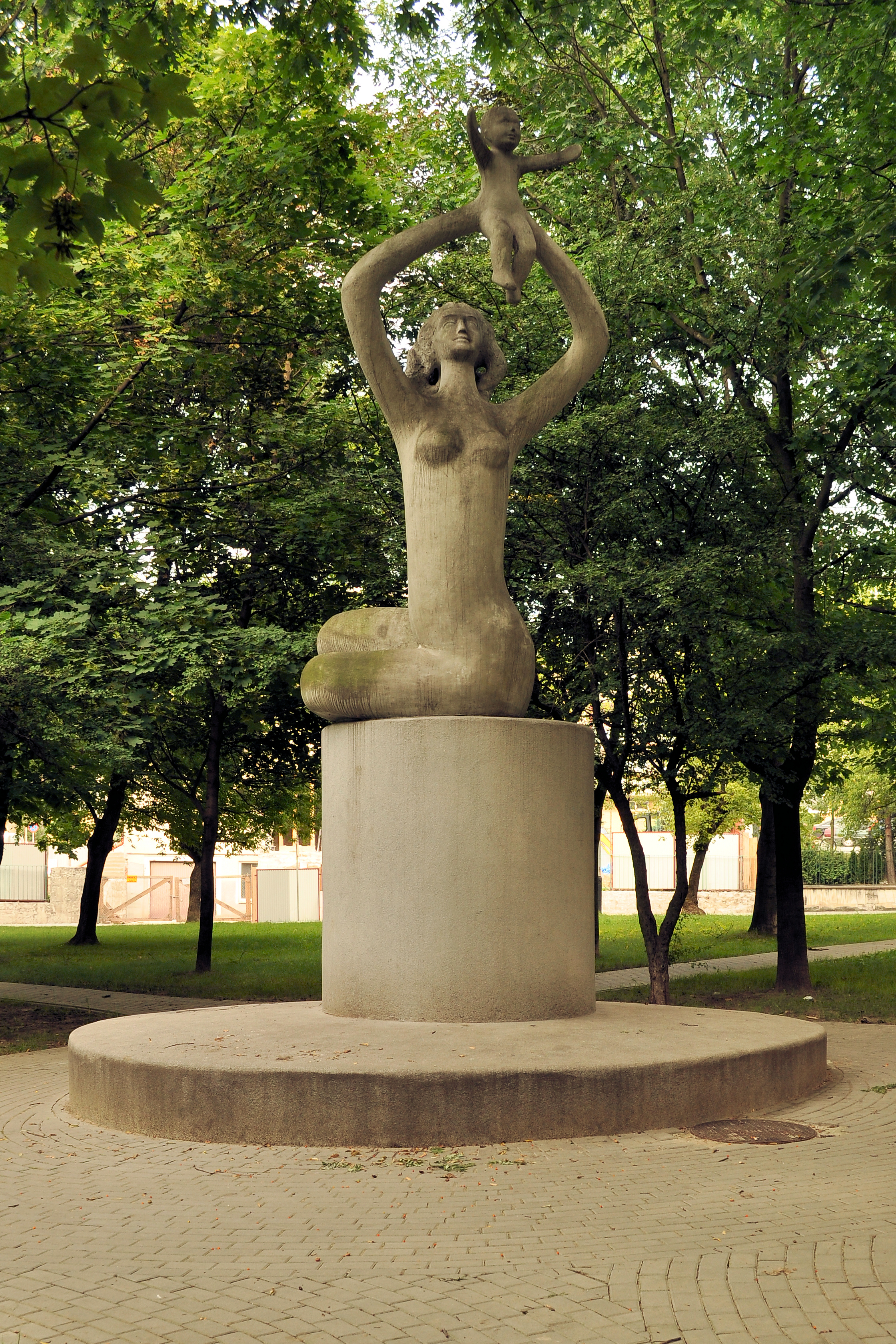
Rzeźba pt. „Radość Życia” przy ulicy Chopina, autorstwa Henryka Burzca

Mielec zdobi 28 rzeźb plenerowych rozmieszczonych w różnych punktach miasta.
3 września 2022 roku odsłonięto w Mielcu pomnik Żołnierzy Wyklętych Niezłomnych.
Wykonane z brązu figury przedstawiają:
płk. Aleksandra Rusina „Rusala”, mjr. Hieronima Dekutowskiego „Zaporę”, chor. Wojciecha Lisa „Mściciela”, płk. Łukasza Cieplińskiego „Pługa”, Janinę Przysiężniak „Jagę”, por. Leona Wanatowicza „Borutę”, rtm. Witolda Pileckiego „Witolda”, ks. Władysława Gurgacza „Sema”, ppłk. Waleriana Tumanowicza „Jagodzińskiego”, gen. bryg. Augusta Emila Fieldorfa „Nila”, ppor. Anatola Radziwonika „Olecha”, mjr. Dragana Sotirovića „Drażę”.
W centralnym punkcie monumentu, znajduje się ryngraf z wizerunkiem Matki Bożej Częstochowskiej, patronki Żołnierzy Wyklętych. Dodatkowo przed podstawą pomnika zamontowano reliefy największych organizacji podziemnych – NSZ, AK i WiN.

## Oświata
Szkoły podstawowe
- Szkoła Podstawowa nr 1 im. Władysława Szafera w Mielcu
- Szkoła Podstawowa nr 2 im. Tadeusza Kościuszki w Mielcu
- Szkoła Podstawowa nr 3 im. Wojska Polskiego w Mielcu
- Szkoła Podstawowa nr 6 im. Żwirki i Wigury w Mielcu
- Szkoła Podstawowa nr 7 im. Ignacego Łukasiewicza w Mielcu[169]
- Szkoła Podstawowa nr 9 im. Władysława Jasińskiego „Jędrusia” w Mielcu
- Szkoła Podstawowa nr 11 im. Jana Pawła II w Mielcu
- Szkoła Podstawowa nr 12 im. Henryka Sienkiewicza w Mielcu
- Szkoła Podstawowa nr 13 im. Jana Bytnara „Rudego” w Mielcu
- Szkoła Podstawowa przy Niepublicznej Szkole Mistrzostwa Sportowego w Mielcu im. Grzegorza Lato
- Niepubliczna Szkoła Podstawowa im. Adama Mickiewicza w Mielcu

Gimnazja (lata 1999–2019)
- Gimnazjum nr 1 w Mielcu
- Gimnazjum nr 2 w Mielcu
- Gimnazjum nr 3 w Mielcu
- Gimnazjum nr 4 w Mielcu
- Gimnazjum przy Niepublicznej Szkole Mistrzostwa Sportowego w Mielcu im. Grzegorza Lato

Szkoły ponadpodstawowe (w latach 1999–2019 ponadgimnazjalne)
- I Liceum Ogólnokształcące im. Stanisława Konarskiego
- II Liceum Ogólnokształcące im. Mikołaja Kopernika
- Zespół Szkół Ogólnokształcących nr 1 w Mielcu im. st. sierż. pilota Stanisława Działowskiego
  - V Liceum Ogólnokształcące
- Niepubliczna Szkoła Mistrzostwa Sportowego w Mielcu im. Grzegorza Lato
  - Niepubliczne Liceum Mistrzostwa Sportowego
- Zespół Szkół Budowlanych im. Żołnierzy Armii Krajowej w Mielcu
  - Technikum Nr 2
  - Branżowa Szkoła I Stopnia Nr 2
- Zespół Szkół Ekonomicznych im. bł. ks. Romana Sitki w Mielcu
  - Technikum Nr 1
  - Branżowa Szkoła I Stopnia Nr 1
- Zespół Szkół Technicznych w Mielcu
  - Technikum Nr 3
  - III Liceum Ogólnokształcące
  - III Liceum Ogólnokształcące dla Dorosłych
  - Branżowa Szkoła I Stopnia Nr 3
- Zespół Szkół im. prof. Janusza Groszkowskiego w Mielcu
  - Technikum Nr 4
  - IV Liceum Ogólnokształcące
  - Branżowa Szkoła I Stopnia Nr 4
- Centrum Kształcenia Praktycznego i Doskonalenia Nauczycieli w Mielcu

Szkoły policealne
- Medyczno-Społeczne Centrum Kształcenia Zawodowego i Ustawicznego w Mielcu
  - Medyczna Szkoła Policealna
  - Policealna Szkoła Medyczno-Społeczna dla Dorosłych
  - Podkarpackie Centrum Kształcenia Ustawicznego
- Centrum Kształcenia „Torus” w Mielcu

Szkoły wyższe
- Wyższa Szkoła Gospodarki i Zarządzania w Mielcu
- Nauczycielskie Kolegium Języków Obcych

Szkoły artystyczne
- Państwowa Szkoła Muzyczna I i II Stopnia im. Mieczysława Karłowicza w Mielcu
- Yamaha Szkoła Muzyczna Mielec
- Szkółka Muzyczna Pozytywka (Oddział w Mielcu)

Szkoły specjalne
- Powiatowy Zespół Placówek Szkolno-Wychowawczych im. Św. Jadwigi Królowej
  - Szkoła Podstawowa
  - Szkoła Branżowa I Stopnia
  - Szkoła Przysposabiająca do Pracy

## Media
Obecnie w Mielcu funkcjonują: portal informacyjny „HejMielec” i tygodnik regionalny „Korso”.

### Prasa
- „Korso” – tygodnik regionalny, wydawany od 1 sierpnia 1991[170] (nakład ponad 8000 egz.[171])
- „Głos Mielecki” – bezpłatny miesięcznik regionalny, wydawany od maja 2013 roku (nakład 10 000 egz.)
- „Dobry Tydzień” – tygodnik regionalny, wydawany od 10 grudnia 2008 (nakład 10 000 egz.)[potrzebny przypis]
- „Wizjer Regionalny”' – tygodnik regionalny[potrzebny przypis]
- „W Cieniu Jupiterów” – bezpłatny dziennik internetowy, działający na mocy wpisu do rejestru mediów, jego elektroniczna wersja dostępna jest online (wcj24.pl), wydawany od stycznia 2015 do przełomu lipca i sierpnia 2025
- „Hejmielec” – bezpłatny dwutygodnik, papierowe wydanie portalu hej.mielec.pl ukazujące się od 16 września 2011 (obecnie niepublikowany)[172]
- „Wydarzenia” – tygodnik regionalny, ukazujący się od 27 października 2006[173] do 2009[174]
- „Echo Dnia” (wydanie podkarpackie) – kielecki dziennik regionalny, wydanie przygotowywane w Mielcu, Tarnobrzegu i Stalowej Woli, w powiecie mieleckim ukazuje się od 24 kwietnia 1998[175]
- „Gazeta Mielecka” – kwartalnik[potrzebny przypis]
- „Wieści Regionalne” – miesięcznik społeczno-kulturalny, wydawany od 1990 jako pierwsza w regionie mieleckim gazeta prywatna (nakład ok. 2500 egz.)[176]
- „Nadwisłocze” – kwartalnik społeczno-kulturalny, kolportowany w całej Polsce (nakład ok. 1000 egz.)[177]
- „Magazyn Prasowy Mielecka Strefa” – bezpłatny dwutygodnik reklamowy, wydawany od 1994 (nakład ok. 5000 egz.)[178]
- „W Kręgu Mieleckich Humanistów” – kwartalnik Stowarzyszenia Nauczycieli Polonistów wydawany od 2000[179]
- „Inny Świat” – pismo anarchistyczne wydawane od 1993[180]
- „Mielczanin”' – wydawnictwo informacyjno-promocyjne Urzędu Miasta w Mielcu ukazujące się nieregularnie od 1996 w nakładzie ok. 1000 egzemplarzy[181]

### Radio i telewizja
Przez wiele lat w mieście funkcjonowała lokalna rozgłośnia radiowa: najpierw Hit FM (1992–1999), a wkrótce po jego upadku Puls FM (2001−2008). Obie nadawały na częstotliwości 102,4 MHz FM. Od 2014 roku na częstotliwości 102,4 MHz w Mielcu nadaje Radio Leliwa. Ponadto w mieście funkcjonuje studio regionalne RDN Małopolska.
W latach 90. działała regionalna telewizja TVK Gosat, nadająca cotygodniowy program informacyjny Kalejdoskop Mielecki oraz relacje z lokalnych wydarzeń. Obecnie w mieście funkcjonuje lokalny oddział Twojej Telewizji Kablowej.

### Internet
Internet upowszechnił się na terenie miasta Mielca na przełomie XX i XXI wieku. Oficjalna strona internetowa urzędu miejskiego miasta Mielca pod nazwą mielec.pl istnieje od 1999 roku. Po za tym na terenie miasta Mielca i powiatu mieleckiego istniały bądź istnieją:
- Hej.Mielec.pl – portal internetowy o charakterze informacyjnym istniejący od 2007[186][187],
- Korso.pl – portal internetowy związany z tygodnikiem regionalnym „Korso”[188] istniejący od 2004[189],
- WCJ24.pl – wersja online bezpłatnego dziennika internetowego „W Cieniu Jupiterów” wydawanego od stycznia 2015 do przełomu lipca i sierpnia 2025[190],
- MielecLokalnie.pl – portal internetowy o charakterze informacyjnym istniejący od 2020[191],
- Czyliwiesz.pl – portal internetowy o charakterze informacyjno-rozrywkowym istniejący w latach 2012–2022[192][193],
- RMI24.pl – portal internetowy istniejący w latach 2014–2016[194].

## Podział administracyjny

Podział administracyjny Mielca

## Osiedla Mielca
Mielec jest podzielony na 18 osiedli, które są jednostkami pomocniczymi wspólnoty samorządowej. Zostały utworzone 14 czerwca 1978 przez Miejską Radę Narodową, a następnie wraz z przyłączaniem kolejnych terenów, podział ten był korygowany. Podział na osiedla obejmuje cały obszar miasta, a przy ich wyznaczaniu pod uwagę wzięta została jednorodność układu osadniczego, układ przestrzenny oraz możliwości integracji w celu wykonywania zadań publicznych.

## Wspólnoty wyznaniowe
Przypuszcza się, że pierwsza parafia w Mielcu (wymienianym w dokumentach jako Imelecz) została ufundowana przez właściciela Mielca, Paszko Trestkę, pomiędzy rokiem 1357 a 1374. Żydzi zaczęli osiedlać się z końcem XVI wieku. Pierwszą drewnianą synagogę zbudowali w 1721 roku (przetrwała ona aż do pożaru miasta w 1856 roku, kiedy spłonęła razem z dwoma innymi bóżnicami). W XIX wieku społeczność żydowska Mielca była w przeważającej część chasydzka. Kalwinizm w Mielcu się nie pojawił, natomiast zbór Kościoła Zielonoświątkowego powstał w latach 90. XX wieku.

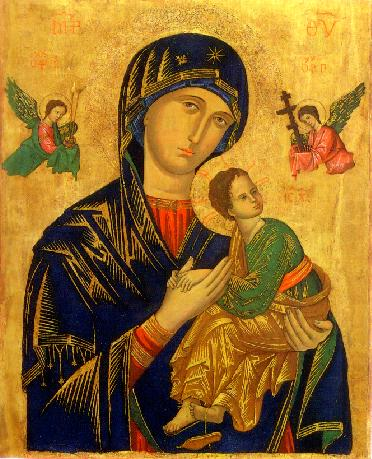
Patronka Miasta Mielec od 22 września 2011 roku

22 września 2011 roku watykańska kongregacja Ds. Kultu Bożego i Dyscypliny Sakramentów (za współpracą władz Miasta Mielec) zgodziła się na prośby i zatwierdziła Błogosławioną Maryję Pannę Nieustającej Pomocy jako patronkę miasta Mielec
Na terenie miasta działalność religijną prowadzą następujące kościoły i związki wyznaniowe:
- Kościół Boży w Polsce:
  - Kościół Jezusa Chrystusa Dobrego Pasterza[199]
- Kościół greckokatolicki:
  - ośrodek duszpasterski w Mielcu[200]
- Kościół rzymskokatolicki:
  - Parafia św. Mateusza[201]
  - Parafia św. Marka Ewangelisty[201]
  - Parafia Matki Bożej Nieustającej Pomocy[201]
  - Parafia Ducha Świętego[201]
  - Parafia Trójcy Przenajświętszej[201]
- Kościół Zielonoświątkowy:
  - zbór w Mielcu[202]
- Świadkowie Jehowy:
  - zbory: Mielec–Wschód, Mielec–Zachód[203][204]

## Sport

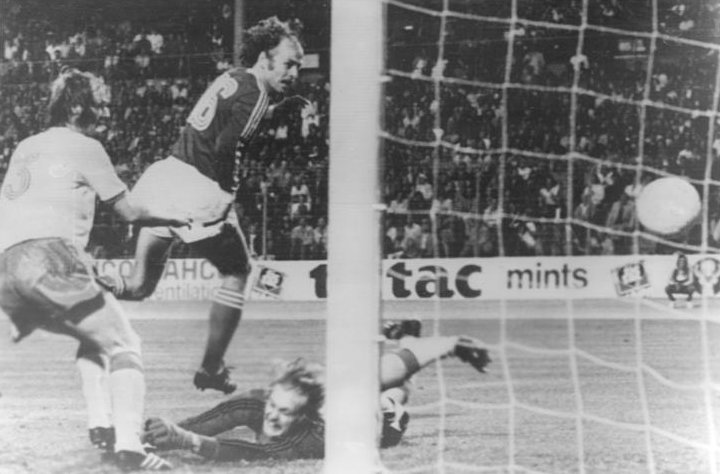
Grzegorz Lato (pośrodku) strzela jedyną bramkę w meczu Polska – Szwecja podczas MŚ w RFN w 1974; Reprezentacja Polski zajęła na tych mistrzostwach trzecie miejsce, a Lato został królem strzelców

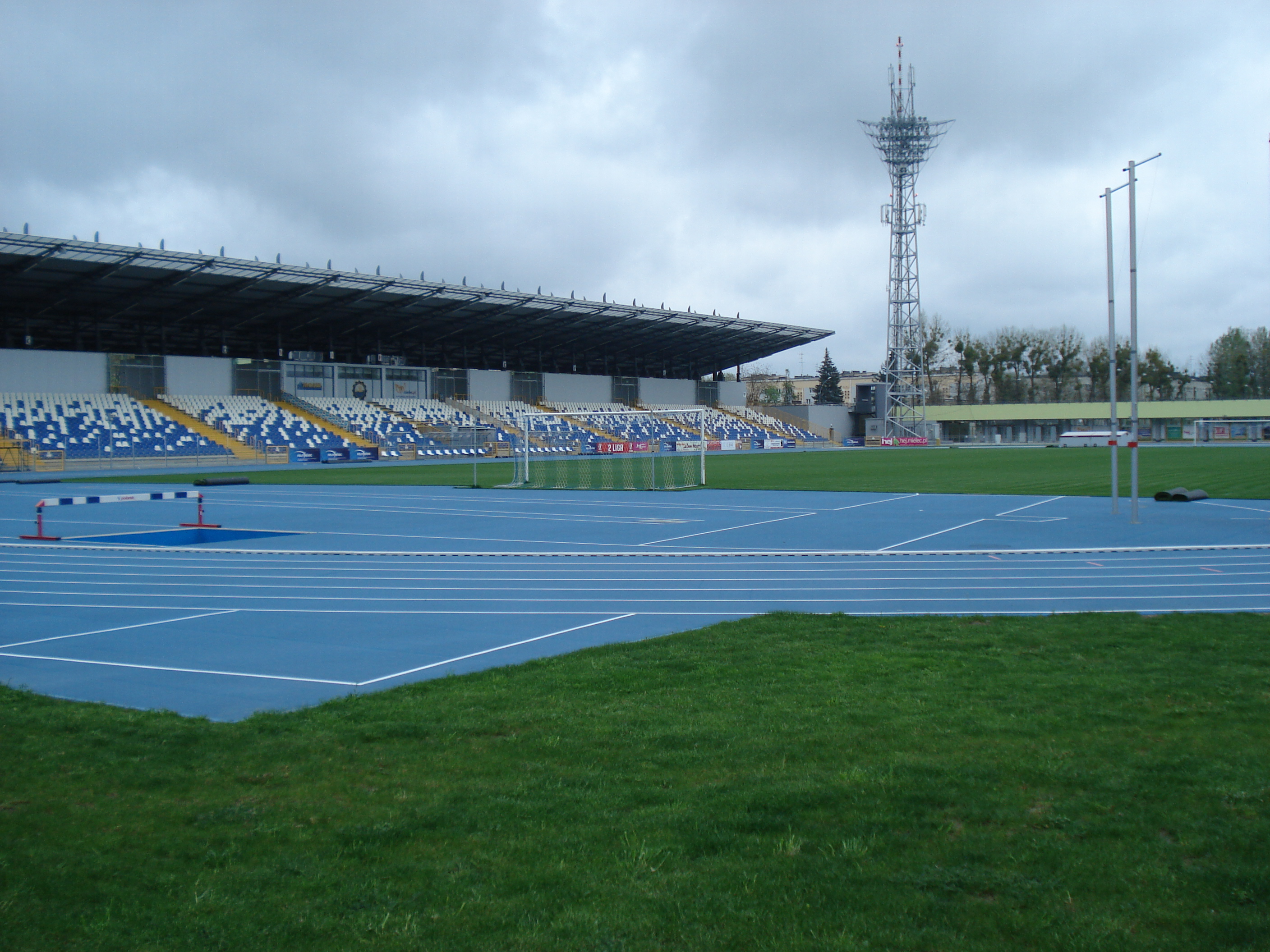
Piłkarsko-lekkoatletyczny Stadion Stali Mielec przy ul. Solskiego

Mielecki sport kojarzony jest przede wszystkim z drużyną piłkarską reprezentującą wielosekcyjny klub Stal Mielec. Zespół ten dwukrotnie, w latach 1973 i 1976, zdobył tytuł Mistrza Polski. Jego zawodnicy często byli nagradzani powołaniami do kadry narodowej, a stadion, na którego murawie rozgrywane były mecze, zaliczano do największych tego typu obiektów w kraju. W wyniku transformacji ustrojowej właściciel Stali – WSK „PZL-Mielec” (ob. Polskie Zakłady Lotnicze) – popadł w poważne kłopoty finansowe, czego skutkiem był rozpad klubu na kilka mniejszych w połowie 1997 roku.
Kontynuatorem piłkarskiej tradycji jest FKS Stal Mielec, który w sezonie 2019/2020 awansował do Ekstraklasy. Ponadto klub słynie z bardzo wysokiego poziomu kształcenia młodzieży. Duże w tym zasługi ma funkcjonująca przy klubie Szkoła Mistrzostwa Sportowego im. Grzegorza Laty. W 2006 FKS Stal Mielec zajął trzecie miejsce w Mistrzostwach Polski Juniorów Starszych. Rok 2007 przyniósł kolejne sukcesy – juniorzy starsi zajęli drugie miejsce, pokonując przy tym mistrza Polski z poprzedniego sezonu Gwarka Zabrze, juniorzy młodsi natomiast zdobyli tytuł Mistrza Polski pokonując w turnieju finałowym SMS Łódź 1:0, Cracovię 5:0 i remisując z Jagiellonią Białystok 0:0. Jest to największe osiągnięcie w historii juniorskiej Stali.

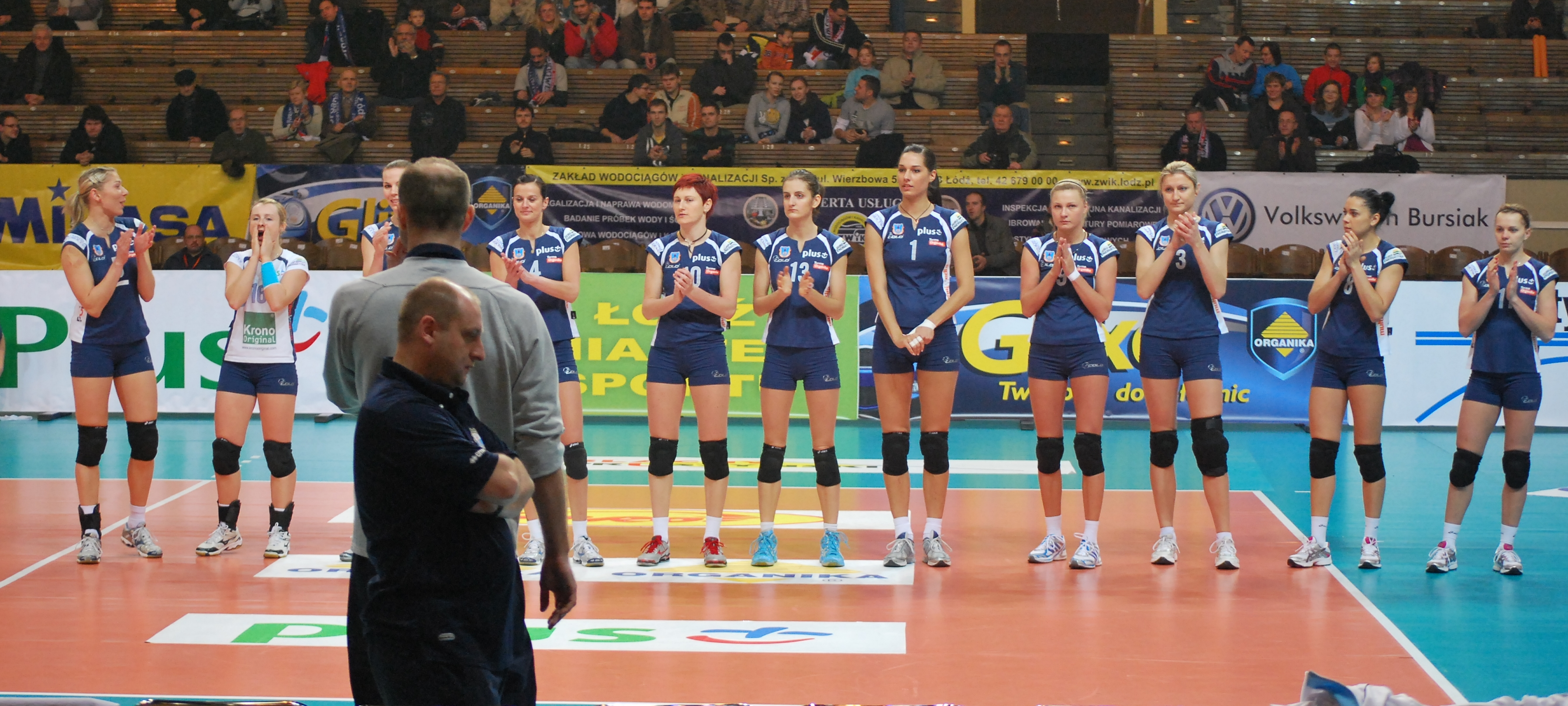
Siatkarki Stali Mielec w sezonie 2010/2011

Klub Piłki Siatkowej Kobiet Stal Mielec w latach 1997–2012 reprezentował miasto w rozgrywkach najwyższego szczebla w Polsce (kolejno Serii A, Ligi Siatkówki Kobiet i PlusLigi Kobiet), sporadycznie także w europejskich pucharach. Zespół zdobył Wicemistrzostwo Polski w sezonie 1999/2000, brązowy medal Mistrzostw Polski w 1998/1999 i 2003/2004, srebrny medal Pucharu Polski w 1998/1999, a w sezonie 2002/2003 dotarł do ćwierćfinału Pucharu Konfederacji CEV. Od sezonu 2012/2013 zespół występuje jako Stal Mielec S.A. w 1 lidze.
PGE Stal Mielec od sezonu 2010/11 gra w ekstraklasie. Z sekcji lekkoatletycznej wyłonił się natomiast Lekkoatletyczny Klub Sportowy Stal Mielec, a z pływackiej Uczniowski Klub Sportowy Ikar Mielec (obecnie Międzyszkolny Klub Sportowy Ikar Mielec). Z biegiem czasu powstawały kolejne kluby, które nazwą odwoływały się do Stali. W 2005 roku zawiązał się Mielecki Klub Piłki Siatkowej Stal Mielec, który występuje w III lidze, a w 2009 futsalowy Klub Sportowy Fair Play Mielec (obecnie Klub Futsalu Stal Mielec), grający w II lidze.

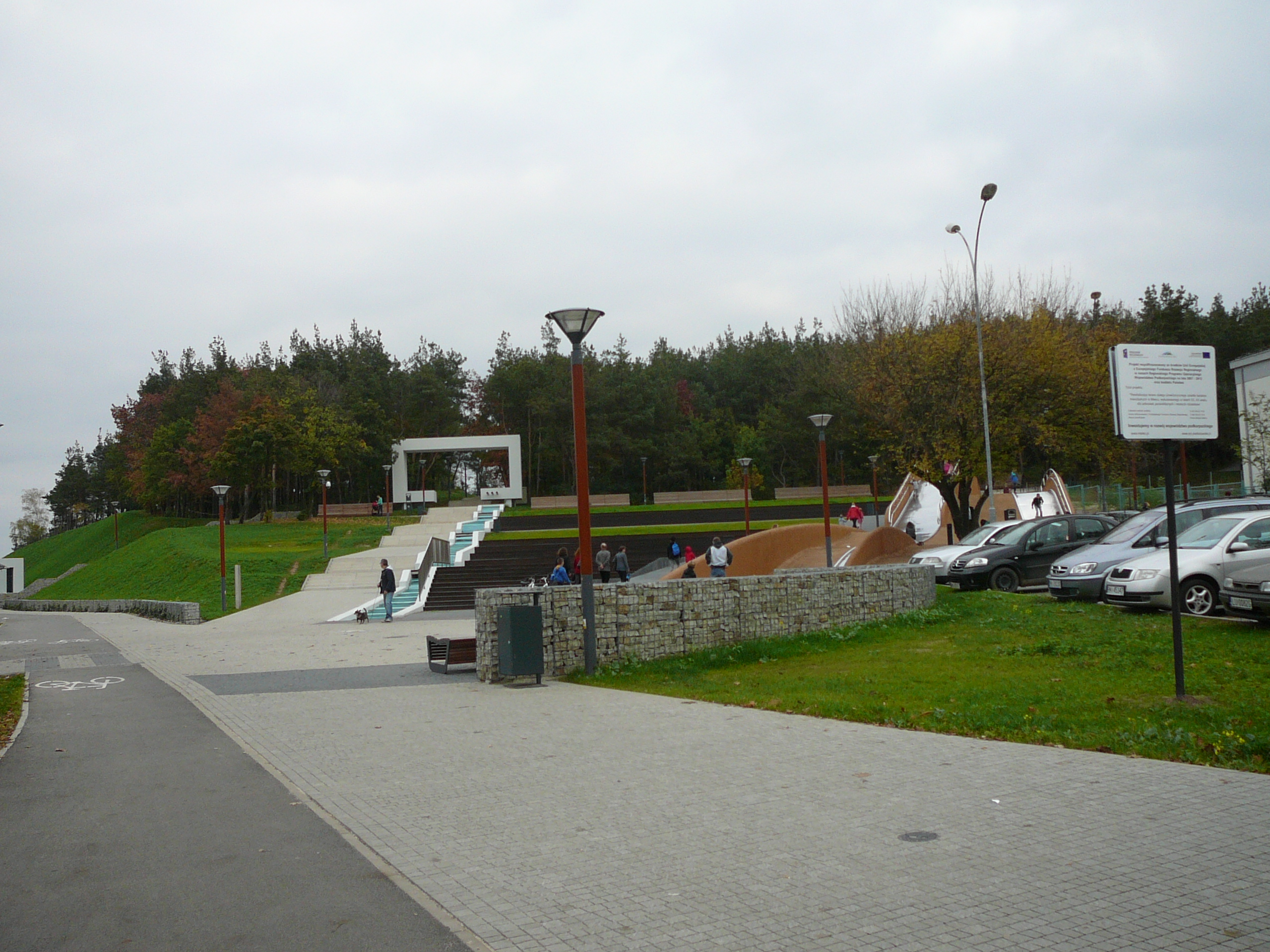
Park Leśny na Górce Cyranowskiej w Mielcu

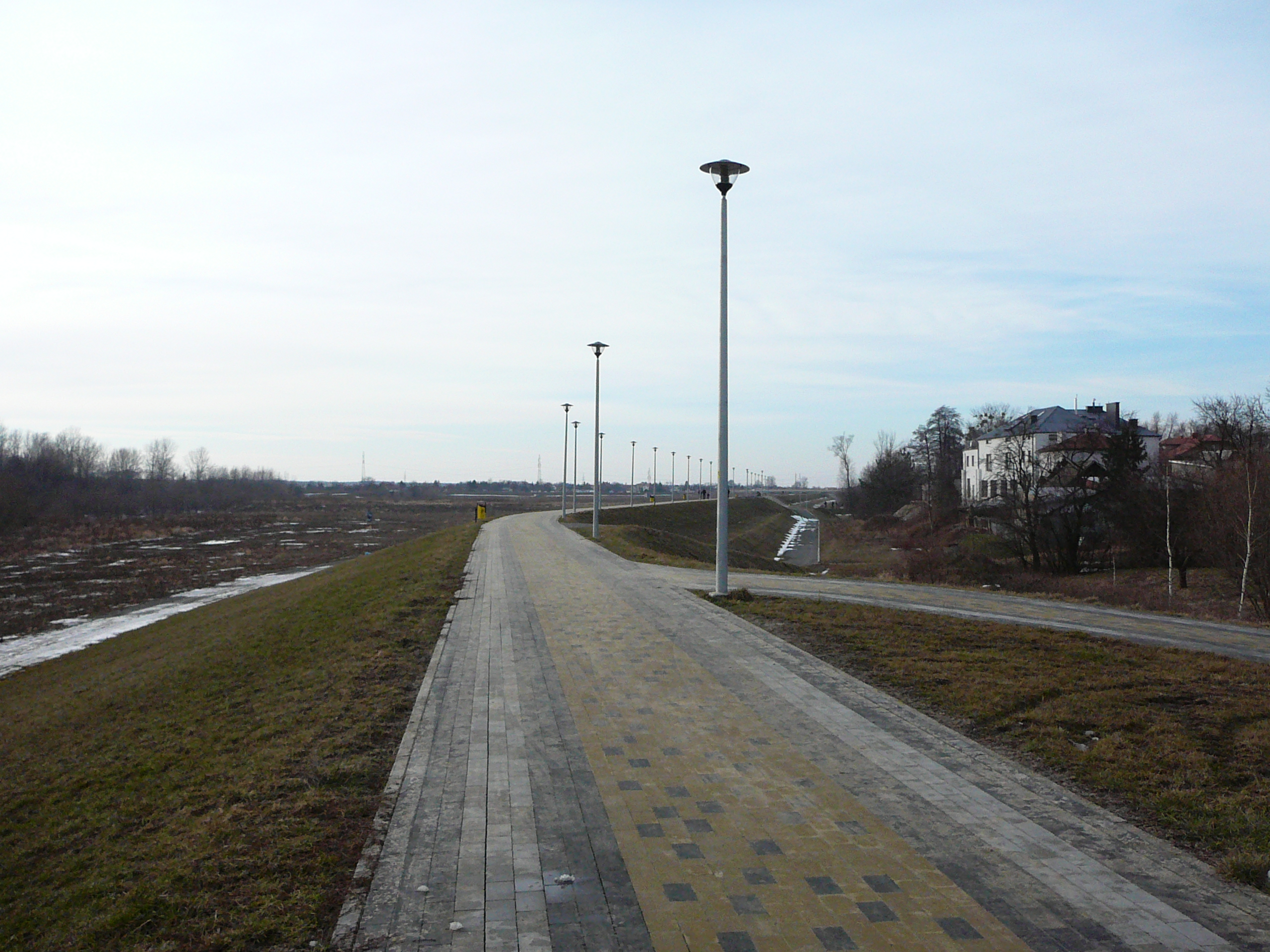
Bulwary nad Wisłoką w Mielcu (2014)

Szczególne zasługi dla polskiego chodu sportowego ma Odrodzone Towarzystwo Gimnastyczne Sokół Mielec, klub niezwiązany z dawną Stalą, którego wychowankami są m.in. Rafał Augustyn, Paulina Buziak i Rafał Sikora, Mistrzowie i Reprezentanci Polski. Wychowanką Lekkoatletycznego Klubu Sportowego Stali Mielec jest Katarzyna Zdzieblo, wicemistrzyni świata w chodzie sportowym w 2022 roku na dystansie 20 i 35 km oraz wicemistrzyni Europy w 2022 roku na dystansie 20 km, olimpijka.
Dużą rolę w dziedzinie propagowania zdrowego stylu życia odgrywa Mielecki Ośrodek Sportu i Rekreacji. Zajmuje się on m.in. administracją obiektów sportowych: stadionu, hali sportowo-widowiskowej, kąpieliska, lodowiska, kortów tenisowych i innych. Od roku akademickiego 2008/2009 w mieście funkcjonuje oddział zamiejscowy Akademii Wychowania Fizycznego w Warszawie.
Ponadto w Mielcu działają m.in.:
- Mielecki Klub Sportowy Gryf
- Towarzystwo Gimnastyczne Sokół Mielec
- Aeroklub Mielecki
- Klub Szachowy SDK-Lotnik
- Klub Sportowy Smoczanka
- MKS TS Reg-Benz Mielec – klub tenisa stołowego startujący w II lidze
- Sekcja Bokserska MUKS Iryda Mielec
- Mielecki Klub Karate Kyokushin
- Mielecki Klub Karate Shinkyokushin Saiha
- Sukata Team Poland – klub brazylijskiego jiu-jitsu (dawniej Grappling Mielec)
- Iron Dragon MMA Mielec – klub sportów walki
- Klub Żeglarski „Orkan” Mielec
- Klub Futbolu Amerykańskiego „Aviators” Mielec (zawieszony)
- Stowarzyszenie Akademia Umiejętności Technicznych „Leonardo”
- Klub Brazylijskiego jiu jitsu SEVEN

## Miasta partnerskie
- Douchy-les-Mines[218]
- Löhne[219]
- Morlaix[220]
- Mukaczewo[221]
- Saint-Martin-des-Champs[220]
- Saint-Thégonnec[220]
- Tiszaföldvár[222]
- Vila Nova de Poiares[223]

## Ludzie związani z Mielcem

### Honorowi obywatele miasta
Honorowe Obywatelstwo Miasta Mielca jest najwyższym wyróżnieniem przyznawanym przez Radę Miejską.
| Imię i nazwisko          | Data nadania | Uwagi                                                           |
| ------------------------ | ------------ | --------------------------------------------------------------- |
| Eugeniusz Beneszek       | 1873         | starosta mielecki                                               |
| Karol Schreyer           | ok. 1883     | urzędnik podatkowy                                              |
| Seweryn Chrząszczewski   | 1897         | starosta mielecki                                               |
| hrabia Mieczysław Rey    | 1898?        | poseł na Sejm Krajowy                                           |
| hrabia Leon Jan Piniński | 1903         | namiestnik Galicji                                              |
| Stefan Sękowski          | ?            | poseł na Sejm Krajowy, działacz społeczny i polityczny          |
| Andrzej Kędzior          | 1913         | dyrektor Krajowego Biura Melioracyjnego we Lwowie, polityk      |
| Mieczysław Zarzecki      | 1928         | starosta mielecki                                               |
| Zygmunt Szlichting       | 1938         | starosta mielecki                                               |
| Lech Wałęsa              | 1990         | prezydent Polski                                                |
| Edward Kazimierski       | 2019         | działacz sportowy, wiceprezes Stali Mielec                      |
| Grzegorz Lato            | 2019         | piłkarz, trener, senator, prezes Polskiego Związku Piłki Nożnej |

### Przyjaciele miasta Mielca
Za szczególne zasługi wobec Mielca przyznawany jest Medal Przyjaciel miasta Mielca.
| Data wyróżnienia    | Wyróżniony                                                                              | Uzasadnienie |
| ------------------- | --------------------------------------------------------------------------------------- | --- |
| 18 marca 1997       | Stanisław Soloch (mer miasta Douchy-les-Mines we Francji)                               | za zasługi położone dla nawiązania, umacniania i rozwijania współpracy Douchy-les-Mines i Mielca |
| 18 marca 1997       | Paulo Rodrigues (sekretarz przemysłu, handlu i turystyki stanu Goiás w Brazylii)        | za zasługi w nawiązaniu i rozwoju współpracy gospodarczej Brazylii i Polski (głównie miast Anapolis i Mielca) |
| 18 marca 1997       | Erivan Bueno De Morais (deputowany stanu Goiás w Brazylii)                              | za zasługi w nawiązaniu i rozwoju współpracy gospodarczej Brazylii i Polski (głównie miast Anapolis i Mielca) |
| 22 września 1997    | Jose Paes De Lucena (prezes zarządu PZL-Mielec w Brazylii (Fabica de Avioes do Brasil)) | za zasługi w nawiązaniu i rozwoju współpracy gospodarczej Brazylii i Polski (głównie miast Anapolis i Mielca) |
| 3 października 1997 | Marek Pol                                                                               | za szczególny wkład pracy w restrukturyzację mieleckiego przemysłu, a także w przygotowanie i powołanie pierwszej w Polsce Specjalnej Strefy Ekonomicznej Euro-Park Mielec                                                                                                   |
| 3 października 1997 | Wacław Niewiarowski                                                                     | za szczególny wkład pracy w restrukturyzację mieleckiego przemysłu, a także w przygotowanie i powołanie pierwszej w Polsce Specjalnej Strefy Ekonomicznej Euro-Park Mielec                                                                                                   |
| 3 października 1997 | Tadeusz Soroka                                                                          | za szczególny wkład pracy w restrukturyzację mieleckiego przemysłu, a także w przygotowanie i powołanie pierwszej w Polsce Specjalnej Strefy Ekonomicznej Euro-Park Mielec                                                                                                   |
| 3 października 1997 | Arkadiusz Krężel                                                                        | za szczególny wkład pracy w restrukturyzację mieleckiego przemysłu, a także w przygotowanie i powołanie pierwszej w Polsce Specjalnej Strefy Ekonomicznej Euro-Park Mielec                                                                                                   |
| 3 października 1997 | Edward Nowak                                                                            | za szczególny wkład pracy w restrukturyzację mieleckiego przemysłu, a także w przygotowanie i powołanie pierwszej w Polsce Specjalnej Strefy Ekonomicznej Euro-Park Mielec                                                                                                   |
| 3 października 1997 | Teresa Korycińska                                                                       | za szczególny wkład pracy w restrukturyzację mieleckiego przemysłu, a także w przygotowanie i powołanie pierwszej w Polsce Specjalnej Strefy Ekonomicznej Euro-Park Mielec                                                                                                   |
| 14 września 1998    | Robert Grudzień (organista)                                                             | za szczególny wkład pracy w przygotowanie i przeprowadzenie Międzynarodowego Festiwalu Organowego w Mielcu |
| 20 września 1999    | Wiesław Ochman (polski śpiewak)                                                         | za sympatię dla Mielca, polską i światową wielkość artystyczną, uświetnienie występem koncertów finałowych Międzynarodowego Festiwalu Organowego w Mielcu |
| 19 września 2001    | Maciej Sysło (profesor Uniwersytetu Wrocławskiego)                                      | za otwartą sympatię dla Mielca, pomoc przy organizowaniu ogólnopolskich konferencji edukacyjnych Informatyka w szkole 2000 i 2001 w Mielcu, oraz promowanie Mielca jako miasta przyjaznego nowoczesnej edukacji                                                              |
| 3 kwietnia 2003     | Feliks Kiryk (profesor Akademii Pedagogicznej w Krakowie)                               | za naukowo-historyczne badania regionu mieleckiego w latach 1970–2000, zawarte w trzytomowym dziele Mielec. Z dziejów miasta i regionu oraz prezentowane w niezliczonych artykułach naukowych i na wielu sympozjach, za sympatię wobec Mielca                                |
| 30 maja 2003        | Andrzej Niemczyk (trener polskiej reprezentacji siatkarek)                              | za trenerskie i zawodnicze zasługi w siatkarskich reprezentacjach Polski oraz kadrze Stali Mielec |
| 11 lutego 2004      | Wiktor Skworc (biskup ordynariusz Diecezji Tarnowskiej)                                 | za wspieranie wspólnych inicjatyw kulturalnych i oświatowych, za opiekę duchową nad wszystkimi mielczanami oraz parafiami Mielca i powiatu mieleckiego |
| 2 maja 2004         | Werner Hamel (burmistrz miasta Löhne w Niemczech)                                       | za zasługi w zakresie nawiązania i rozwoju partnerskiej współpracy Löhne i Mielca oraz przygotowanie przyjacielskiej platformy dla przyszłej współpracy samorządów obu miast i ich mieszkańców                                                                               |
| 9 lipca 2004        | Henryk Kasperczak (zawodnik i trener piłki nożnej)                                      | za wielkie zasługi dla Stali Mielec w latach 1965–1978, sukcesy jako piłkarz i trener, jako wyraz dumy i uznania mielczan |
| 15 maja 2005        | Paweł Adamek (dyrygent orkiestry Państwowej Szkoły Muzycznej I i II stopnia w Dębicy)   | za aktywność w budowaniu współpracy pomiędzy środowiskami kulturalnymi Mielca i Dębicy |
| 1 czerwca 2007      | rodzina Kirchhoff                                                                       | za zasługi w pomnażaniu potencjału gospodarczego Mielca, za harmonijną współpracę w dziedzinie kultury Mielca i innych stref życia publicznego |
| 21 lutego 2011      | Antoni Tajduś (profesor i rektor Akademii Górniczo-Hutniczej w Krakowie)                | za zasługi w pomnażaniu potencjału intelektualnego młodzieży, a przy tym za wybitny wkład na rzecz rozwoju Mielca w dziedzinie nowoczesnego szkolnictwa wyższego oraz za przydawanie prestiżu uczelni macierzystej także Zamiejscowemu Ośrodkowi Dydaktycznemu AGH w Mielcu. |
| 29 września 2012    | Heinz-Dieter Held (burmistrz miasta Löhne w Niemczech)                                  | za kontynuację zapoczątkowanych w 2002 roku wzajemnych uzgodnień o partnerstwie Mielca i Löhne oraz za budowanie przyjaznych więzi pomiędzy środowiskami Mielca i Löhne w dziedzinie samorządności, kultury, oświaty, sportu i przemysłu                                     |
| 10 maja 2013        | Renata i Henryk Bury (przedsiębiorcy)                                                   | za szczególne zasługi w budowaniu pomostów zaufania między mieszkańcami Unii Europejskiej oraz w podzięce za harmonijne pomnażanie potencjału gospodarczego miasta Mielca i transfer innowacji technicznych.                                                                 |